# Dublin
Dublin [ˈdʌblɪn], lokal auch [dʊbᵊlən], irisch Baile Átha Cliath [ˈbalʲɑːˈkʲlʲiə] oder [ˈbʲlʲɑːˈkʲlʲiə], ist die Hauptstadt, der Regierungssitz und mit knapp 600.000 Einwohnern die größte Stadt der Republik Irland.

## Geographie

### Landschaft und Lage

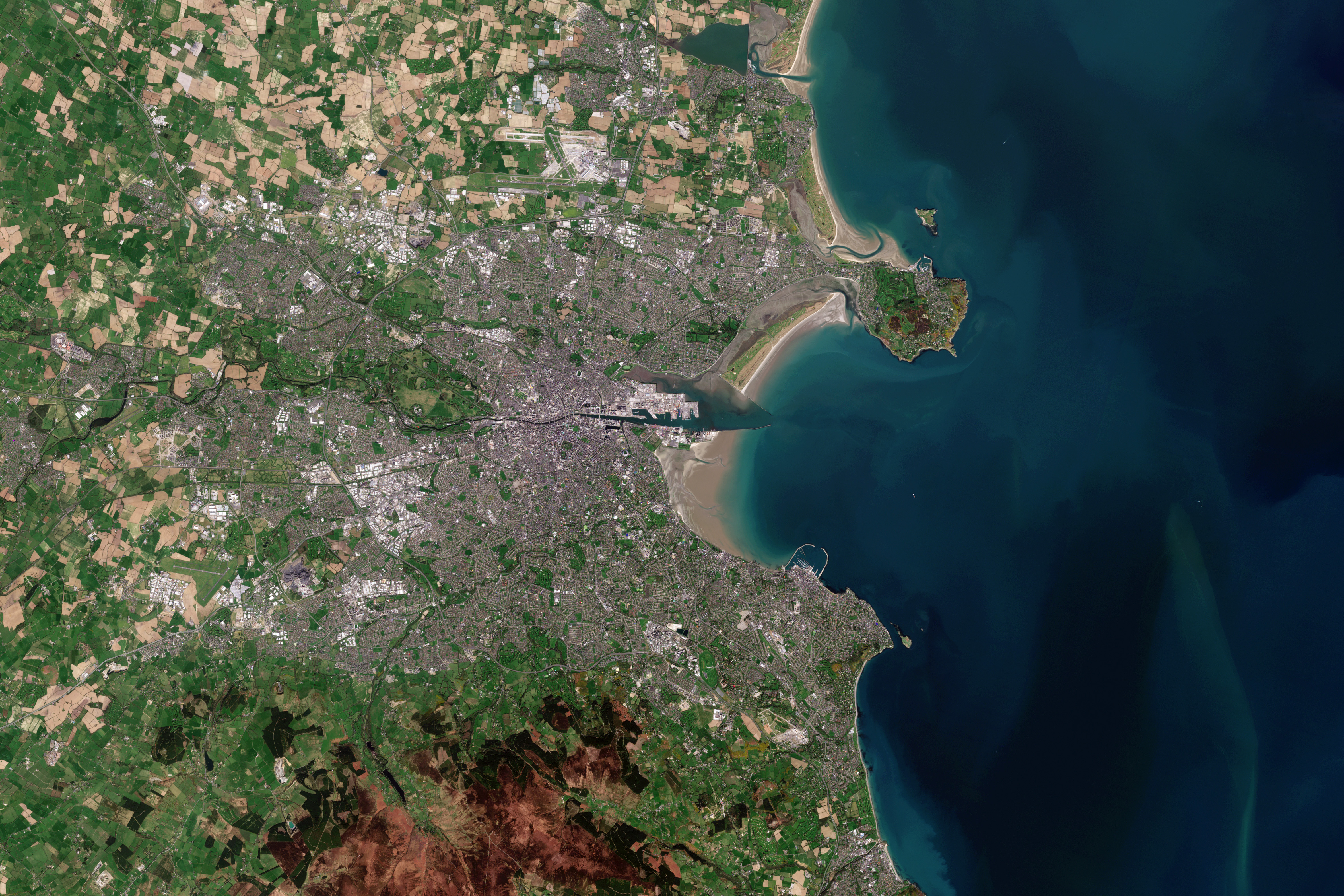
Satellitenbild

Die Großstadt liegt an der Ostküste der Insel Irland an der Mündung des Flusses Liffey in die Dublin Bay. Dublin liegt durchschnittlich 20 Meter über dem Meeresspiegel.
Die Liffey teilt Dublin in den Nordteil (Northside) und den eher vornehmen Süden (Southside), wobei diese Unterteilung heute weniger scharf als in früheren Jahrzehnten ist. Die Innenstadt erhält ihre Struktur durch das Kreuz aus dem Fluss Liffey mit seinen zahlreichen Brücken und der Hauptachse O’Connell Street–Grafton Street–Harcourt Street. Hier liegen die meisten Kaufhäuser, aber auch das Trinity College mit seiner berühmten Bibliothek und der städtische Park St. Stephen’s Green. Die Straßenzüge im typischen Georgianischen Stil findet man vor allem im Gebiet um den Merrion Square, in der Nähe der Nationalgalerie und beim Sitz der Landesregierung (Leinster House), um St. Stephen’s Green, aber auch auf der Nordseite am Mountjoy Square. Umschlossen wird dieses Gebiet von der North Circular Road und der South Circular Road. Außerhalb der Innenstadt liegen die Wohnquartiere, von denen manche noch einen sehr einheitlichen Stil aufweisen; das klassische Arbeiterviertel Cabra besteht aus langen Reihen winziger Häuser aus Backsteinen, Marino ist ein Beispiel für eine am Reißbrett konzipierte Mittelschicht-Siedlung, in Beaumont überwiegen die semi-detached, die Doppelhaushälften.

### Klima
In der Stadt herrscht ein maritimes Klima, gekennzeichnet von milden Wintern, kühlen Sommern und wenig extremen Temperaturen. Im Gegensatz zum allgemeinen Glauben beträgt die Menge an Niederschlag im Vergleich zum westlichen Irland nur knapp die Hälfte. Dublin hat im Durchschnitt die gleiche Anzahl an Regentagen wie London. Die durchschnittliche Tageshöchsttemperatur im Januar beträgt 7,6 °C und im Juli 18,9 °C. Die sonnigsten Monate sind in der Regel der Mai und der Juni mit im Schnitt 6 Sonnenstunden pro Tag. Der regnerischste Monat ist im Schnitt der August, die trockensten Monate sind März und April.
Dublin besitzt ein Mikroklima, das die Stadt ein paar Grad wärmer werden lässt als das umgebende Gebiet. Es gibt auch einen kleinen Temperaturunterschied zwischen der Innenstadt und den Dubliner Vororten (die etwas kühler sind) sowie der Innenstadt und dem Flughafen Dublin im Norden der Stadt.
Aufgrund des milden Klimas ist die bisher niedrigste gemessene Temperatur −12 °C, die höchste 31 °C. Schnee ist im Winter eher selten.
|                       | Jan | Feb | Mär | Apr  | Mai  | Jun  | Jul  | Aug  | Sep  | Okt  | Nov | Dez |   |      |
| Mittl. Tagesmax. (°C) | 7,6 | 7,5 | 9,5 | 11,4 | 14,2 | 17,2 | 18,9 | 18,6 | 16,6 | 13,7 | 9,8 | 8,4 | ⌀ | 12,8 |
| Mittl. Tagesmin. (°C) | 2,5 | 2,5 | 3,1 | 4,4  | 6,8  | 9,6  | 11,4 | 11,1 | 9,6  | 7,6  | 4,2 | 3,4 | ⌀ | 6,4  |
|                       |     |     |     |      |      |      |      |      |      |      |     |     |   |      |
| Niederschlag (mm)     | 69  | 50  | 53  | 51   | 55   | 56   | 50   | 71   | 66   | 70   | 64  | 76  | Σ | 731  |
|                       |     |     |     |      |      |      |      |      |      |      |     |     |   |      |
| Sonnenstunden (h/d)   | 2,0 | 2,6 | 3,5 | 5,3  | 6,5  | 6,1  | 5,4  | 5,0  | 4,3  | 3,3  | 2,2 | 1,7 | ⌀ | 4    |
|                       |     |     |     |      |      |      |      |      |      |      |     |     |   |      |
| Regentage (d)         | 12  | 10  | 10  | 10   | 11   | 10   | 10   | 11   | 11   | 11   | 11  | 13  | Σ | 130  |
|                       |     |     |     |      |      |      |      |      |      |      |     |     |   |      |
| Wassertemperatur (°C) | 9   | 8   | 7   | 8    | 9    | 11   | 13   | 14   | 14   | 13   | 12  | 10  | ⌀ | 10,7 |
|                       |     |     |     |      |      |      |      |      |      |      |     |     |   |      |
| Luftfeuchtigkeit (%)  | 86  | 85  | 84  | 78   | 76   | 76   | 80   | 82   | 84   | 86   | 88  | 86  | ⌀ | 82,6 |

| 2,5 |

| 2,5 |

| 3,1 |

| 4,4 |

| 6,8 |

| 9,6 |

| 11,4 |

| 11,1 |

| 9,6 |

| 7,6 |

| 4,2 |

| 3,4 |

| 2,5 |

| 2,5 |

| 3,1 |

| 4,4 |

| 6,8 |

| 9,6 |

| 11,4 |

| 11,1 |

| 9,6 |

| 7,6 |

| 4,2 |

| 3,4 |

## Geschichte

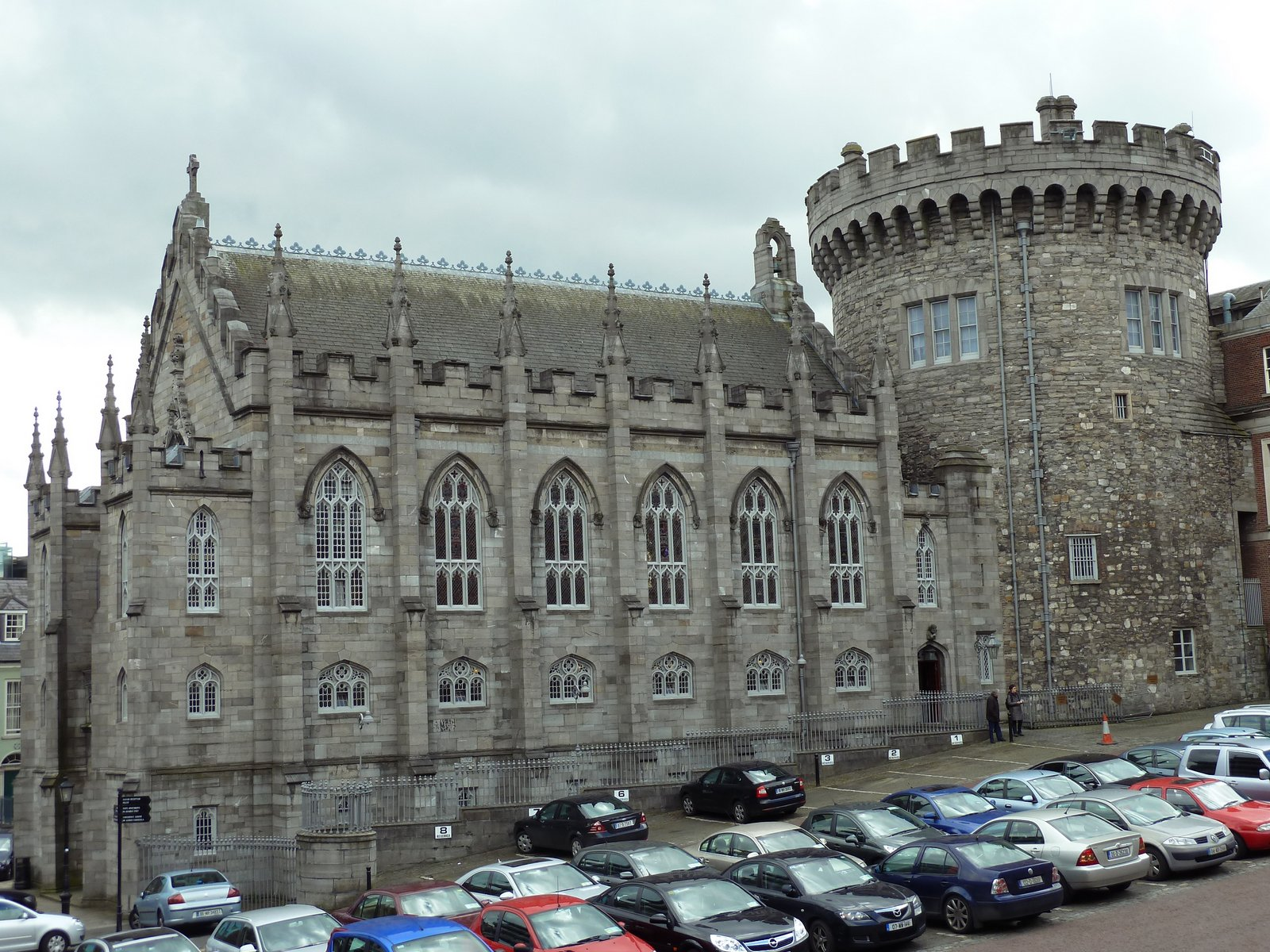
Dublin Castle

Die Geschichte der Siedlung ist eng mit der Geschichte Irlands im Allgemeinen verknüpft.
Die erste bekannte Erwähnung findet der Ort in den Schriften des Ptolemäus aus dem Jahr 140 unter dem Namen Eblana. Ursprünglich bestand die Stadt aus einer keltischen Siedlung mit dem Namen „Áth Cliath“, was so viel wie „Hürden-Furt“ bedeutet. 841 gründeten Wikinger daneben ein eigenes Dorf, das sie „Duibhlinn“, in etwa „schwarzer Teich“, nannten, nach einem von ihnen als Hafenbecken genutzten Gewässer an der Mündung des River Poddle in die Liffey. Die Machtstellung des von ihnen gegründeten Königreichs Dublin ging nach der Schlacht von Clontarf 1014 verloren.
Die Stadt wurde 1170 von den Anglonormannen unter der Führung von Richard de Clare und seinem irischen Verbündeten Diarmuid Mac Murchadha Caomhánach eingenommen. Ab 1172 wurde Dublin das Verwaltungszentrum der Anglonormannen. Die Stadt hatte zu der Zeit weitverzweigte internationale Handelsbeziehungen zu Skandinavien, Island, Großbritannien und in zunehmendem Maße zu Frankreich.
Der Bereich der gerichtlichen Zuständigkeit der Stadt wurde 1192 in einer Urkunde niedergelegt. Insgesamt wurde ein sechs Quadratmeilen großes Gebiet durch Erlass des Königs Heinrich II. übereignet. Die Stadt blieb im Prinzip innerhalb dieser Abgrenzungen selbstverwaltet.
Im Jahr 1204 befahl König Johann von England die Errichtung einer Festung in Dublin (Dublin Castle), um seine Machtposition im Land zu stärken. In den folgenden Jahrhunderten entwickelte sich diese Burg zum britischen Verwaltungszentrum in Irland. Der Lord Lieutenant of Ireland, der britische Vizekönig, residierte bis 1782 in diesem Schloss.
1229 wurde den freien Bürgern und Ehrenbürgern das Recht zuerkannt, jedes Jahr einen Bürgermeister zu wählen. Der Stadtrat setzte sich aus 24 prominenten Bürgern, meist Kaufleuten, zusammen.

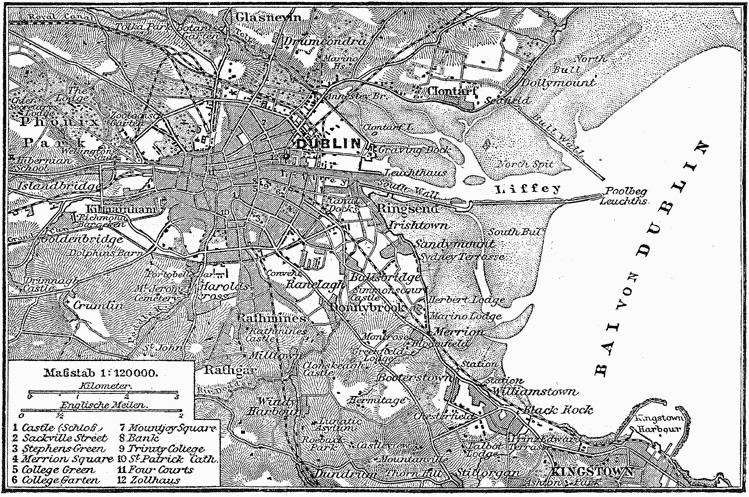
Historische Karte (um 1888)

Die Pest kam 1348 nach Dublin und verursachte eine beachtliche Schrumpfung der (jetzt überwiegenden englischen) Bevölkerung.
Zwischen 1541 und 1800 war Dublin Hauptstadt des Königreiches Irland.
Im 17. Jahrhundert expandierte die Stadt rapide und festigte, als Sitz des irischen Parlaments, ihre Position als Hauptstadt Irlands. Nach einer Rebellion der United Irishmen 1798, welche die Etablierung Irlands als eigenständige Republik zum Ziel hatte, wurde Irland 1801 durch den Act of Union mit dem Königreich Großbritannien zum Vereinigten Königreich Großbritannien und Irland vereinigt. Dublin wurde jetzt Hauptsitz der britischen Verwaltung in Irland.
Die als Große Hungersnot in Irland (engl. Great Famine, Irish potato famine oder irisch An Gorta Mór) in die Geschichte eingegangene Hungersnot zwischen 1845 und 1849 (bzw. 1851) war die Folge mehrerer Kartoffel-Missernten – durch die das damalige Hauptnahrungsmittel der armen Bevölkerung der Insel vernichtet wurde –, aber auch der sozialen und politischen Verhältnisse. Auf der Suche nach Nahrung flüchteten immer mehr Landbewohner in die Hauptstadt. Die Hungersnot hatte verheerende Folgen für Irland, führte zum Tod von schätzungsweise einer Million Iren und zur Auswanderung einer weiteren Million, in erster Linie nach Kanada, Australien und in die USA.
1916 kam es in der Stadt zu einem Aufstand gegen die Briten (Osteraufstand). 1919 etablierten irische Abgeordnete das irische Parlament Dáil Éireann und erklärten die Unabhängigkeit Irlands. Es folgte der Irische Unabhängigkeitskrieg und darauf der Irische Bürgerkrieg, der in Dublin große Schäden anrichtete. Viele der wichtigsten Gebäude wurden zerstört.
1922 wurde, nach Beendigung des Anglo-Irischen Krieges, die Unabhängigkeit von 26 der insgesamt 32 Grafschaften Irlands von der ehemaligen Kolonialmacht anerkannt und Dublin zur Hauptstadt des Freistaates Irland. Der Status des Freistaates wurde 1937 durch die Irische Verfassung (Bunreacht na hÉireann), welche „Ireland“, bzw. in irischer Sprache „Éire“, zum Staatsnamen und den gewählten Präsidenten Irlands zum Staatsoberhaupt machte, abgelöst. 1949 trat Irland aus dem britischen Commonwealth aus und bezeichnete sich als Republik.
Seit dem Beitritt Irlands zur Europäischen Gemeinschaft 1973 hat sich Dublin zu einer europäischen Metropole entwickelt. Damit einher ging auch eine von sozialen und politischen Spannungen begleitete Verdrängung von Teilen der Wohnbevölkerung aus dem Stadtkern (Gentrifizierung). So verdoppelten sich die Mietpreise im Zeitraum von 2013 bis 2023.

### Ortsname
Der Ortsname Dublin ist die englische Form von Duibhlinn [ˈdivʲ.lʲiːnʲ] (irisch für „Schwarzer Teich“, dubh, schwarz, linn, Teich) und wurde von den Wikingern für ihr eigenes Dorf übernommen. Mit „schwarz“ ist hier mehr ein tieferes Gewässer gemeint, das zum Anlegen eines Hafens geeignet war. Seine ungefähre Stelle wird heute vom Dubh Linn Garden unmittelbar südlich des Dublin Castle eingenommen. Der River Poddle, der hier in die Liffey mündete, verläuft heute unterirdisch.
Der irische Name der Stadt lautet Baile Átha Cliath (irisch für „Stadt der Hürdenfurt“), der sich auf eine im Jahr 988 von König Mael Sechnaill II. gegründete Siedlung an der strategisch wichtigen östlichsten Furt durch den Fluss Liffey bezieht. Mit cliath (Hürde, Schilfhürde) ist ein Flechtwerk gemeint, das zur Erleichterung der Durchquerung der Furt (irisch áth) angelegt wurde.

### Bevölkerung
Innerhalb der Stadtgrenzen leben ca. 530.000 Einwohner. In der Region Dublin (Réigiúin Átha Cliath), die auch die Vororte und Satellitenstädte sowie einige eher ländliche Regionen des ehemaligen County Dublin umfasst, leben ca. 1,2 Millionen Menschen. In der Greater Dublin Area leben ca. 1,1 Millionen Einwohner (CSO Census 2011), dieses Gebiet umfasst das Stadtgebiet einschließlich der Vororte in den Counties Fingal, South Dublin und Dún Laoghaire-Rathdown, aber nicht die ländlichen Regionen.
Insgesamt leben in der Stadt Dublin also gut 10 %, und in der Region Dublin knapp 25 % der Bevölkerung der Republik Irland, und etwa 18 % der gesamten Bevölkerung Irlands.

## Politik

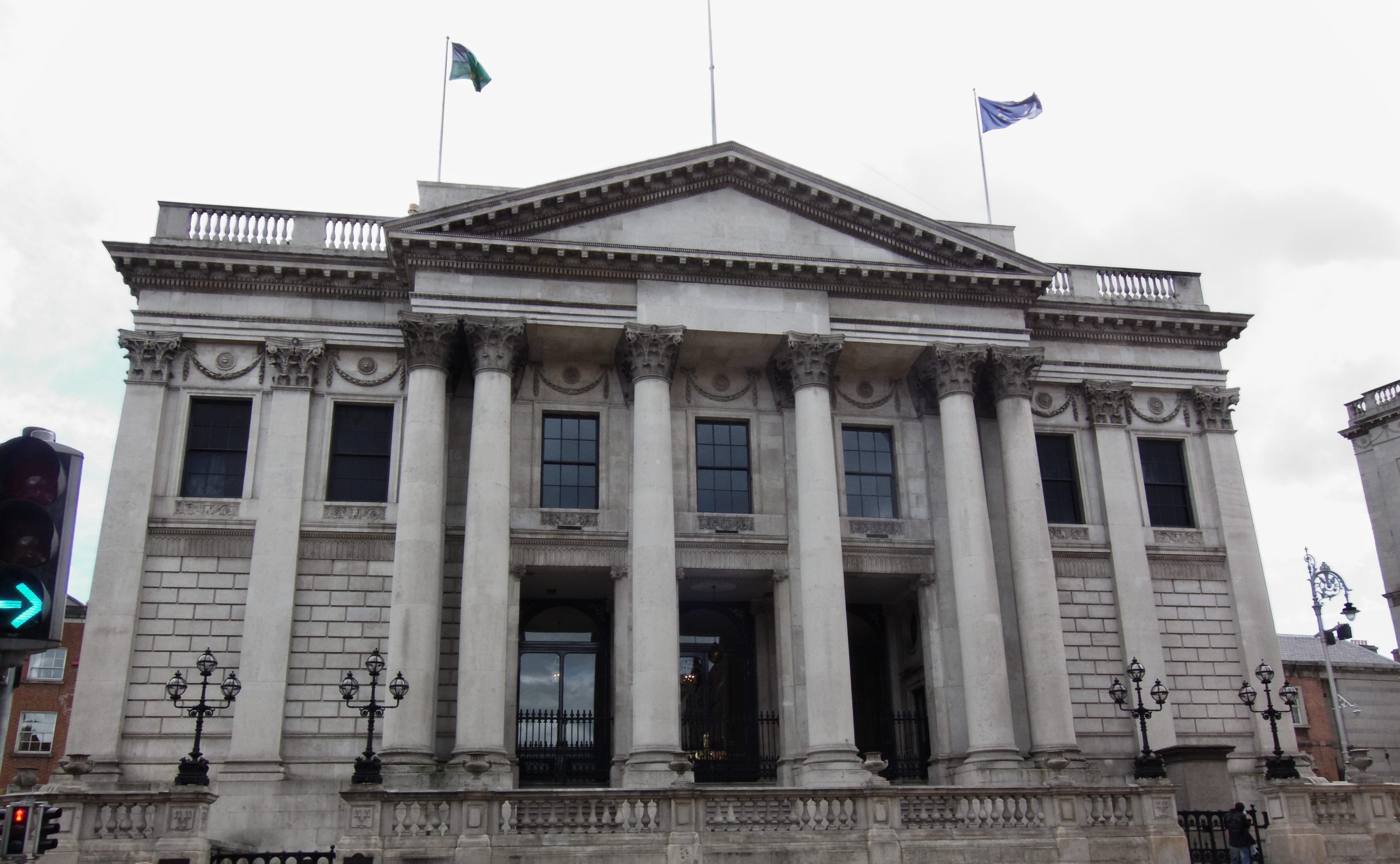
Dubliner Rathaus

### Stadtrat und Bürgermeister
Der Dublin City Council (Stadtrat) setzt sich seit der Kommunalwahl vom 7. Juni 2024 folgendermaßen zusammen:
- SF: 9
- SD: 10
- LAB: 4
- GP: 8
- FG: 11
- Unabh. u. Sonstige: 11
- PBP–S: 2
- FF: 8

- SF: 50
- SD: 15
- LAB: 55
- GP: 22
- FG: 49
- Unabh.: 39
- PBP–S: 11
- FF: 46
- Sonst.: 6

| Partei                             | Sitze |
| ---------------------------------- | ----- |
| Fianna Fáil                        | 8     |
| Social Democrats                   | 10    |
| Green Party                        | 8     |
| Fine Gael                          | 11    |
| Labour Party                       | 4     |
| Sinn Féin                          | 9     |
| PBPS                               | 2     |
| Parteilose, kleinere Gruppierungen | 11    |

Der Stadtrat wählt jährlich den Bürgermeister (Lord Mayor of Dublin). 2025 wurde Ray McAdam (Fine Gael) gewählt.

### Institutionen

Stadtgliederung Dublins nach Postleitzahlen (Stand 2007)

In Dublin befindet sich der Sitz der irischen Regierung. Die offizielle Residenz des irischen Präsidenten ist Áras an Uachtaráin, ein Gebäude, das sich im Phoenix Park befindet. Die zwei Kammern der Oireachtas tagen im Leinster House.
Taoiseach ist der Titel des irischen Ministerpräsidenten. Er hat seinen Amtssitz in Dublin.
Das Four Courts (Vier Gerichte, irisch: Na Ceithre Cúirteanna) ist das wichtigste Gerichtsgebäude Irlands. Es beherbergt den Supreme Court, den High Court mit dem Central Criminal Court sowie den Court of Appeal Irlands.
Dublin ist Sitz eines katholischen und eines anglikanischen Erzbischofs.
Kulturell hat sich die Stadt in den letzten Jahren aufgrund des Wirtschaftsaufschwungs sehr stark weiterentwickelt. Neben dem (bei Touristen) wohlbekannten Viertel Temple Bar mit vielen Nachtclubs haben sich auch in der restlichen Innenstadt (besonders entlang der Liffey) neue und angesagte Bars, Nachtclubs und Restaurants etabliert.
Mit dem Bau des International Financial Services Centre (IFSC) im Jahr 1987 wurden in den letzten Jahren zunehmend internationale Finanzdienstleister angelockt.

### Städtepartnerschaften
Dublin ist durch Städtepartnerschaften verbunden mit
- San José, Vereinigte Staaten (seit 1986)
- Liverpool, Vereinigtes Königreich (seit 1997)
- Barcelona, Spanien (seit 1998)
- Peking, Volksrepublik China (seit 2011)
- La Paz, Bolivien (seit 2012)

## Wirtschaft
Die Stadt war historisch das Zentrum des Brauwesens (u. a. Guinness-Brauerei). Im Laufe der Zeit entwickelte sich Dublin zu einem Zentrum der pharmazeutischen Industrie (u. a. Pfizer) und des IT-Sektors (u. a. Europa-Hauptquartiere von Google, Microsoft, Facebook, PayPal, Zynga und Yahoo). Zuletzt gab Ende September 2011 Twitter die Errichtung seines Europa-Hauptquartiers bekannt. Laut einer Studie von PWC lag Dublin 2011 nach Antwerpen auf Platz 2 der attraktivsten Städte für Firmen-Hauptquartiere in Europa.
Weiterhin ist Dublin das Finanzzentrum von Irland. Viele europäische Banken (u. a. Citigroup, Commerzbank, WestLB, LBBW, Helaba) und Versicherungen (u. a. Irish Life, London Life) haben dort Niederlassungen. Zudem sitzt die (wichtigste) irische Börse, die Euronext Dublin, sowie die Irish Enterprise Exchange in Dublin.
Die drei größten irischen Fluggesellschaften Aer Lingus, CityJet und Ryanair haben ihren Hauptsitz in der Stadt.
In die Zeit des „Keltischen Tigers“ fallen auch großflächige und aufwendige Revitalisierungen der Innenstadt, allen voran die Umnutzung der alten Hafenareale in Büro- und Wohnflächen. Die größten Projekte umfassen die Docklands-Areale Dublin Docklands und Spencer Dock.
Der Fremdenverkehr spielt eine wichtige Rolle für die Wirtschaft von Dublin. Mit knapp fünf Millionen ausländischen Besuchern stand Dublin 2016 auf Platz 25 der meistbesuchten Städte weltweit. Touristen brachten im selben Jahr Einnahmen von 1,9 Milliarden US-Dollar. Die meisten ausländischen Besucher kamen aus Europa und den USA.

## Verkehr
Das gesamte Verkehrssystem Irlands ist auf Dublin ausgerichtet.
Hafen
Über den Hafen bestehen Fährverbindungen nach Liverpool und Holyhead und seit 2014 auch nach Cherbourg.
Schienenverkehr
Die beiden größten Bahnhöfe sind Heuston Station und Connolly Station. Die Heuston Station verbindet Dublin mit den Städten im Westen und Süden des Landes, während von der Connolly Station aus Verbindungen nach Belfast, Sligo und Wexford bestehen.
Straßennetz

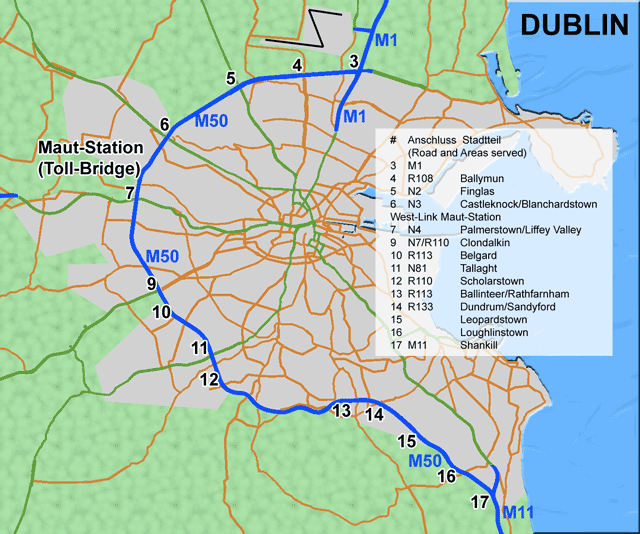
Die Autobahn M50 rund um Dublin

Dublin ist der Mittelpunkt des irischen Straßennetzes. Die wichtigsten Nationalstraßen beginnen in der Stadt und führen in alle Landesteile. Die Autobahn M50 ist die meistbefahrene Straße in Irland. Sie führt im Halbkreis westlich um die Stadt herum. Ein Teil der Autobahn, der sogenannte Westlink in der Nähe von Lucan, ist mautpflichtig. Der Bau der M50 dauerte fast 20 Jahre und wurde 2005 vollendet. Zurzeit wird die Autobahn von zwei auf drei Fahrspuren in jede Richtung erweitert sowie der Ausbau der wichtigsten Anschlussstellen vorgenommen.
Für den Osten der Stadt ist ebenfalls eine Umgehungsstraße geplant. Der erste Teil der Strecke, der Dublin Port Tunnel, wurde im Dezember 2006 nach sechs Jahren Bauzeit eröffnet. Durch ihn hofft die Stadtverwaltung vor allem einen Großteil des LKW-Verkehrs aus der Innenstadt zu verlagern. Der zweite Teil des Projektes soll dann den Hafen mit dem Straßennetz im Süden der Stadt verbinden. Hierfür gibt es allerdings noch keine konkreten Pläne. Schon der Bau des Dublin Port Tunnel hat das ursprünglich geplante Budget deutlich überschritten. Die ersten Pläne waren nur von einer einzelnen Tunnelröhre ausgegangen. Sie war hauptsächlich für den Schwerverkehr gedacht, und Maut sollte nur für PKW erhoben werden. Man hat sich aber dann doch zum Bau einer zweiten Röhre entschlossen, sodass die Strecke heute Autobahn-Charakter hat und für alle Fahrzeuge mit Ausnahme von LKW Mautpflicht besteht. Außerdem verläuft der Tunnel wesentlich tiefer als geplant und musste daher auch um einen Kilometer verlängert werden.
Die Hauptdurchgangsstraßen durch die Innenstadt verlaufen grob gesagt von St. Stephen’s Green zum Mountjoy Square und weiter westlich vom King’s Inn zur Kathedrale St. Patrick’s. Für den Ost-West-Verkehr innerhalb der Stadt sind die North Circular Road und südlich der Liffey die Straßen entlang des Grand Canal wichtig.
Öffentlicher Verkehr

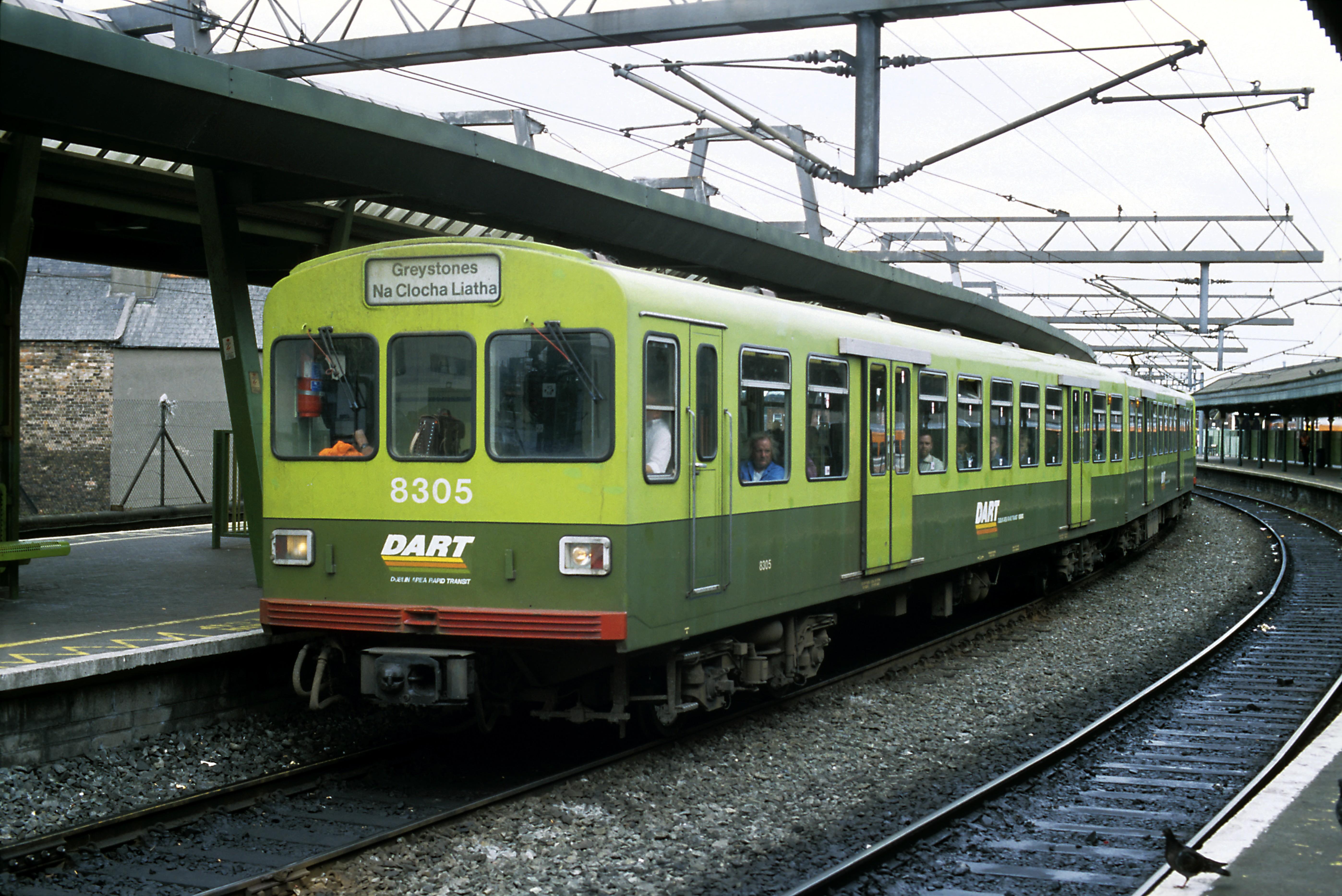
DART

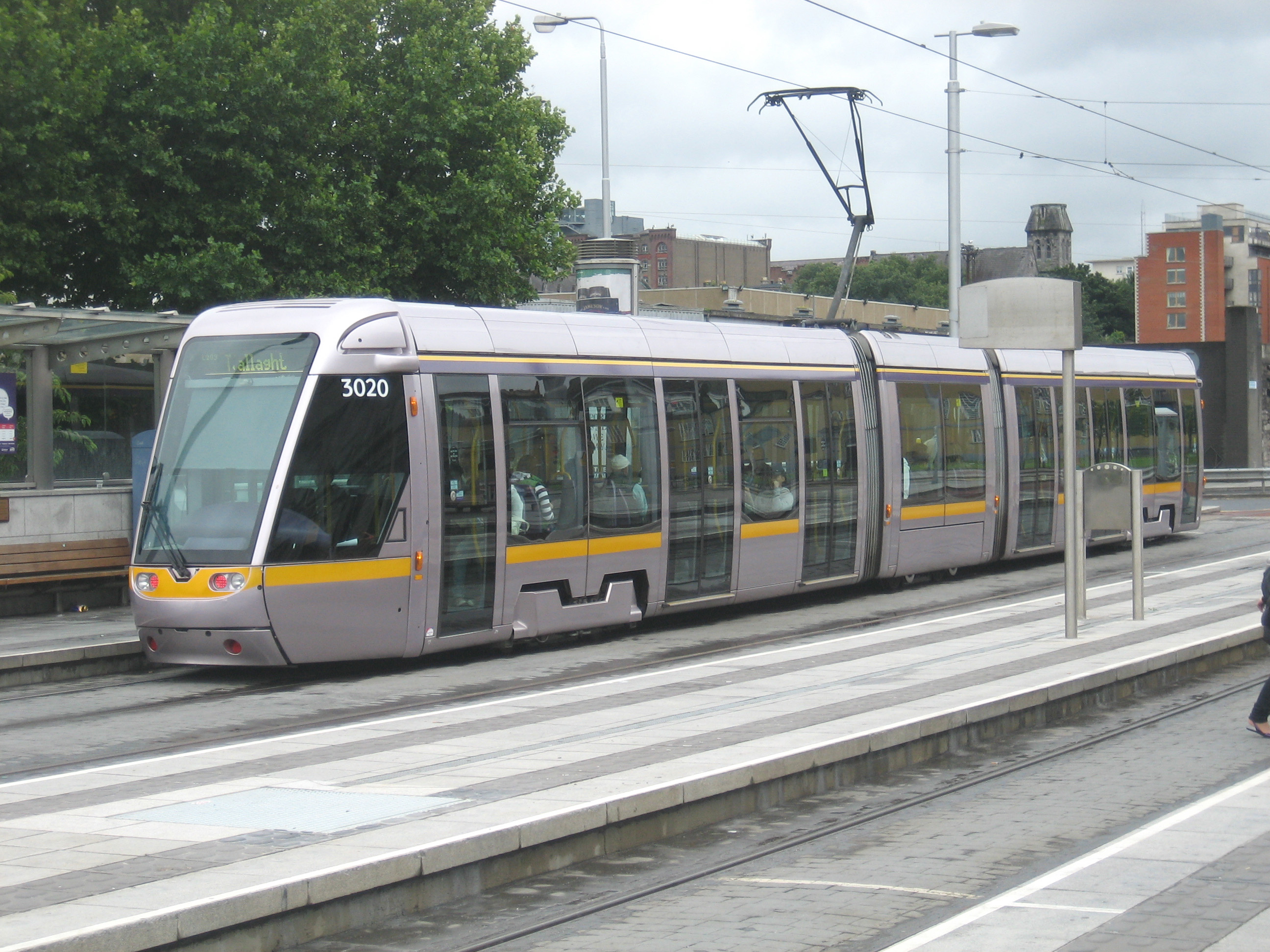
Zug der Luas in Dublin

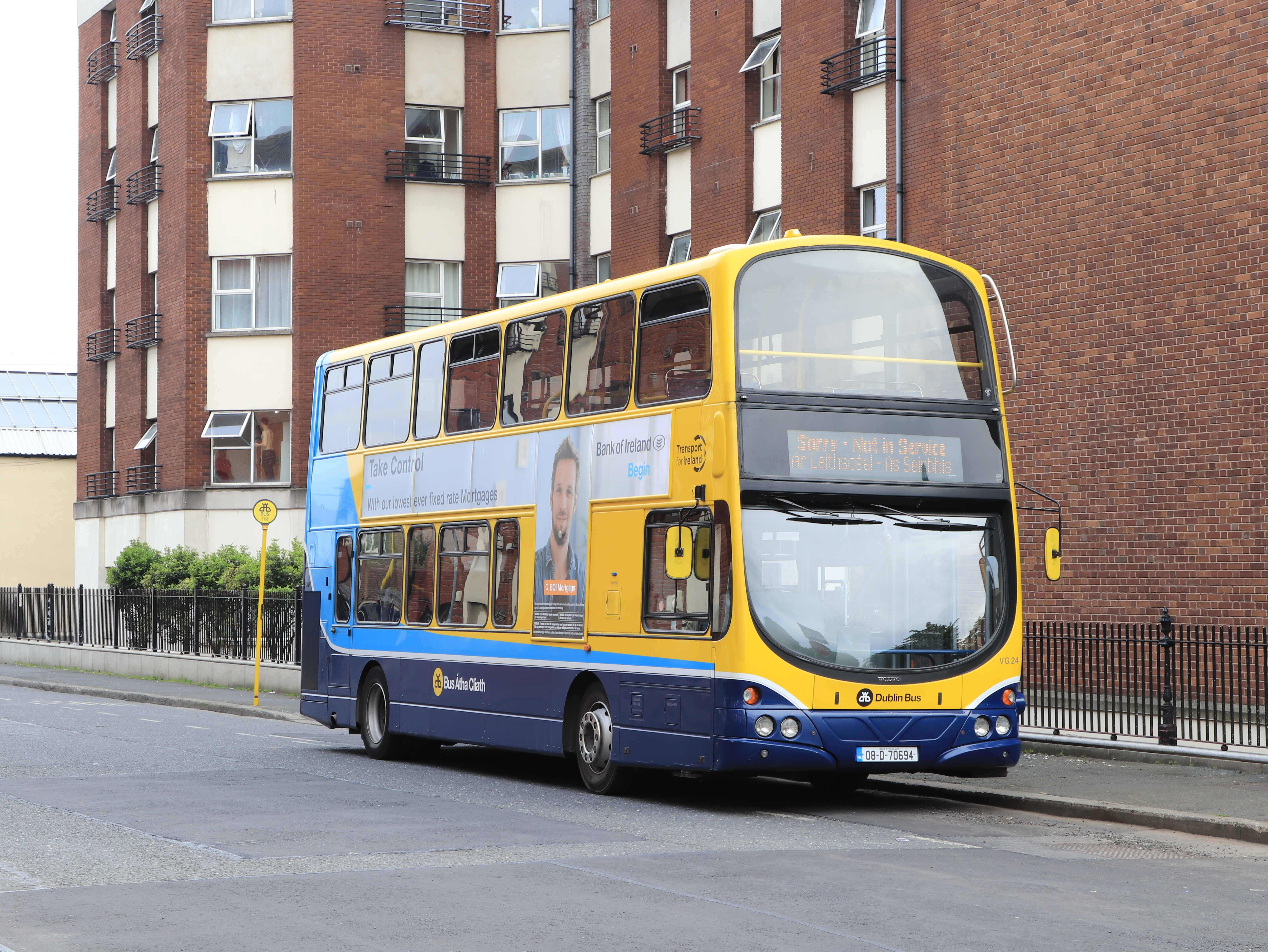
Doppeldeckerbus

Ein wichtiger Baustein des öffentlichen Nahverkehrs ist die DART-Bahnlinie. Diese elektrische Stadtbahn verbindet die Innenstadt im Taktverkehr mit den Vororten entlang der Ostküste von Howth bzw. Malahide im Norden bis nach Greystones im Süden; sie wird jeden Tag von mehr als 80.000 Passagieren genutzt.
Seit dem 5. Juli 2004 gibt es nach 44 Jahren mit Luas (irisch für Geschwindigkeit) auch wieder eine Straßenbahn in der Stadt. Sie besteht aus zwei Linien und wurde 2016 von rund 34 Millionen Fahrgästen genutzt. 2017 wurden die beiden Linien mit einer Strecke über die Rosie Hackett-Liffey-Brücke miteinander verbunden.
In Ergänzung zur Luas wird auch über eine U-Bahn nachgedacht (Metrolink). Sie soll den Bahnhof Heuston Station, der sich etwa zwei Kilometer westlich der Innenstadt befindet, mit den DART-Stationen in der östlichen Innenstadt und den beiden Luas-Linien verbinden. Dadurch sollen die Anschlüsse für die Pendler aus den Regionen westlich und südwestlich von Dublin verbessert werden.
Die Hauptlast des öffentlichen Verkehrs in Dublin trägt das Busnetz. Es wird u. a. von Dublin Bus (irisch: Bus Átha Cliath) betrieben. Das Busnetz besteht aus fast 200 Buslinien. Außerdem gibt es einen speziellen Nachtbusbetrieb. Die Linien werden mit einer Kombination aus Zahlen und Buchstaben bezeichnet (z. B. 46A, 35, 56E). Gleiche Zahlen bedeuten meistens, dass die Linien größere Teilstrecken parallel befahren. Die Nachtbuslinien werden mit einer Zahl und dem Buchstaben „N“ gekennzeichnet. Seit 2021 wird das Bus-System im Rahmen des Projektes BusConnects in ein System aus Hauptmagistralen und Zusatzlinien umgestellt, wobei die Hauptmagistralen durch Buchstaben kenntlich gemacht werden. Fast alle Buslinien werden im Ein-Mann-Betrieb befahren.
Fahrradverkehr
Unter dem Titel Dublinbikes wird seit 2009 in Dublin ein Fahrradverleihsystem angeboten. Der Konzern JCDecaux sponsert (wie in vielen anderen Städten) dieses Projekt. Es werden derzeit 550 Fahrräder an 44 festen Stationen in der Innenstadt zur Verfügung gestellt.
Flugverkehr
Der internationale Flughafen befindet sich im Norden der Stadt und ist der wichtigste des Landes. Der Flughafen wurde im Jahre 1940 eröffnet und liegt ca. 10 km nördlich des Stadtzentrums an der Autobahn M1 nach Belfast. Der Flughafen befindet sich im Besitz der Dublin Airport Authority plc.
Dublin wird von mehreren Fluggesellschaften aus Europa und Übersee direkt angeflogen. Es kann zwischen über 150 Zielen in der ganzen Welt gewählt werden. Die am häufigsten angeflogenen internationalen Flughäfen sind London, Paris, Manchester, New York, Birmingham, Frankfurt, Amsterdam, Málaga, Edinburgh und Glasgow. Die meisten Flüge gehen Richtung Vereinigtes Königreich. Nach Passagierzahlen steht Dublin in Europa an 15. Stelle, mit 2006 mehr als 21,1 Millionen Passagieren. Die Verbindung zur Innenstadt wird durch mehrere Buslinien gewährleistet, unter anderem auch private Anbieter. Ein Anschluss an das Bahnnetz ist noch nicht vorhanden.
Im November 2010 wurde östlich des alten Terminals (jetzt Terminal 1) das neu gebaute Terminal 2 (Baubeginn 2007) eröffnet, welches auf einer Fläche von 75.000 m² 15 Millionen Passagiere jährlich abfertigen kann. Die Baukosten für das Terminal 2 beliefen sich auf 600 Millionen Euro.
Mittlerweile kann der Flughafen in beiden Terminals 35 Millionen Passagiere jährlich abfertigen.

## Bildung

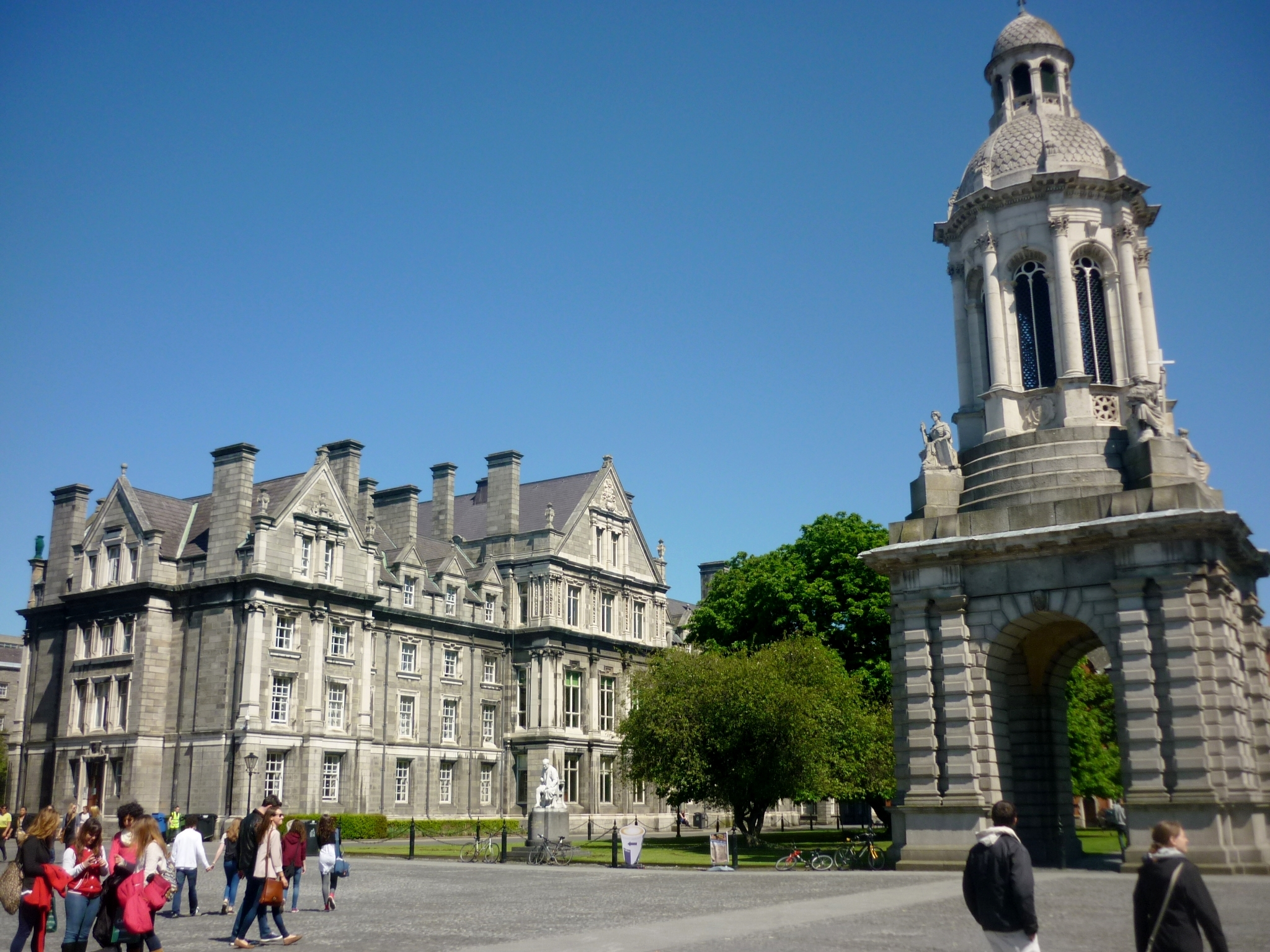
Die Universität von Dublin, das Trinity College Dublin

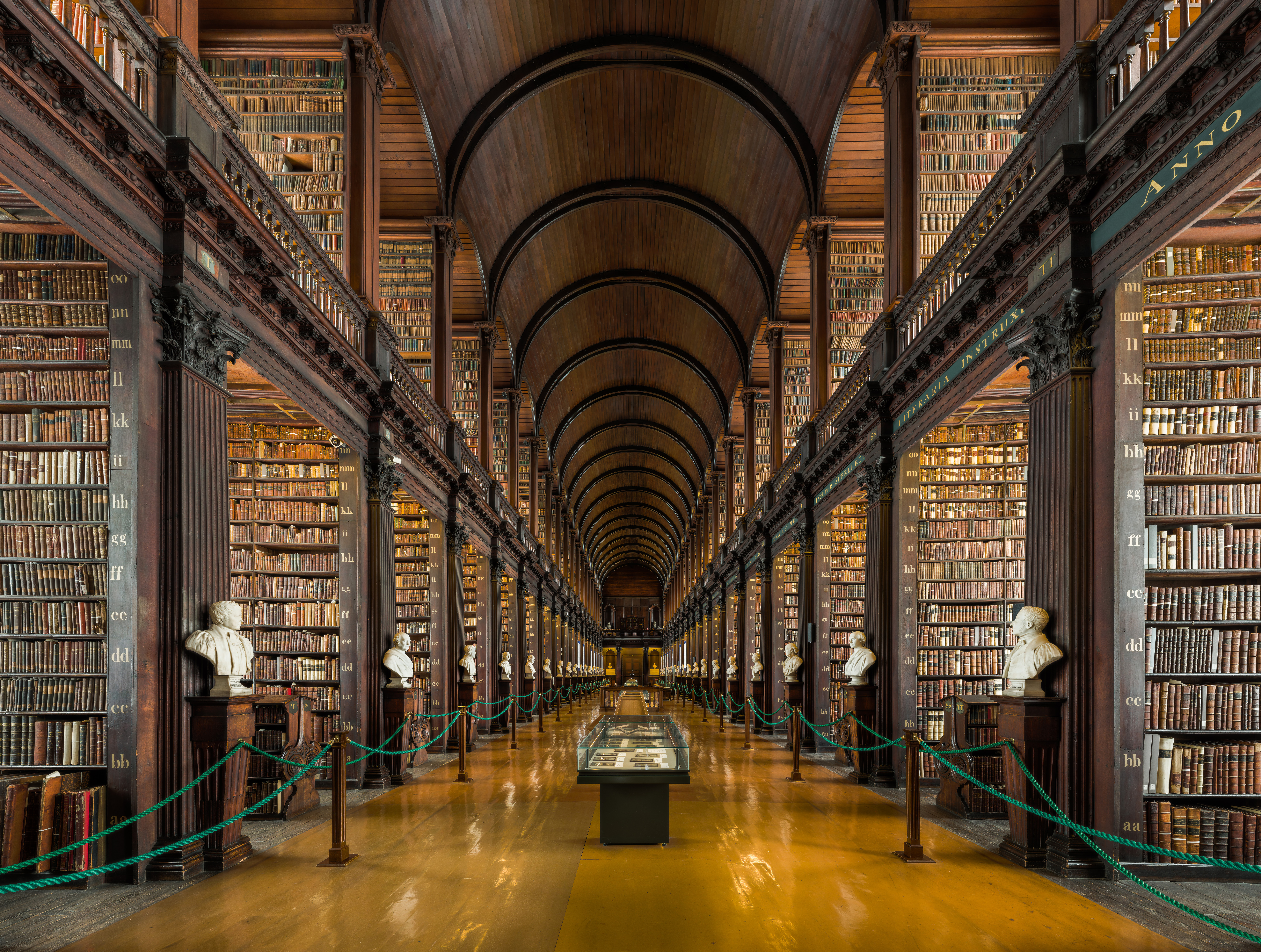
Der Longroom der Bibliothek des Trinity College gehört zu den größten Bibliotheksräumen weltweit

Dublin ist Sitz mehrerer Hochschulen und verschiedener anderer wissenschaftlicher und kultureller Einrichtungen. Die wichtigsten sind:
- University of Dublin, besser bekannt als Trinity College Dublin (TCD)
- University College Dublin (UCD)
- Dublin City University (DCU)
- Technological University Dublin (TU Dublin) (mit Dublin Institute of Technology (DIT), Institute of Technology, Tallaght (ITT Dublin), Institute of Technology, Blanchardstown (ITB))
- National College of Art and Design (NCAD)
- Dublin Institute for Advanced Studies (DIAS)
- Royal College of Surgeons in Ireland (RCSI)
- Griffith College Dublin (GCD)
- Dublin Business School (DBS)
- National College of Ireland (NCI)

## Kultur und Sehenswürdigkeiten

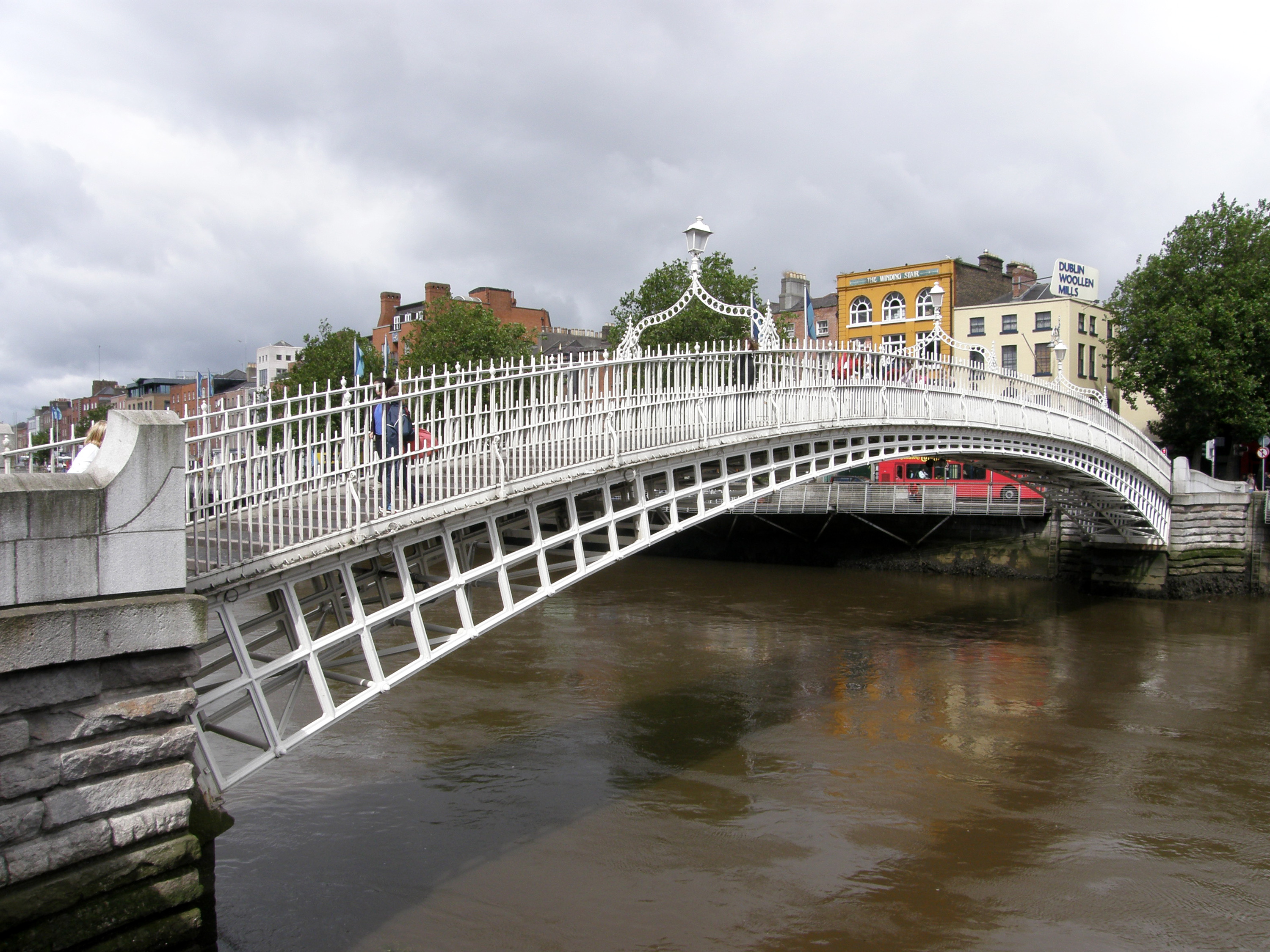
Ha’(lf) Penny Bridge

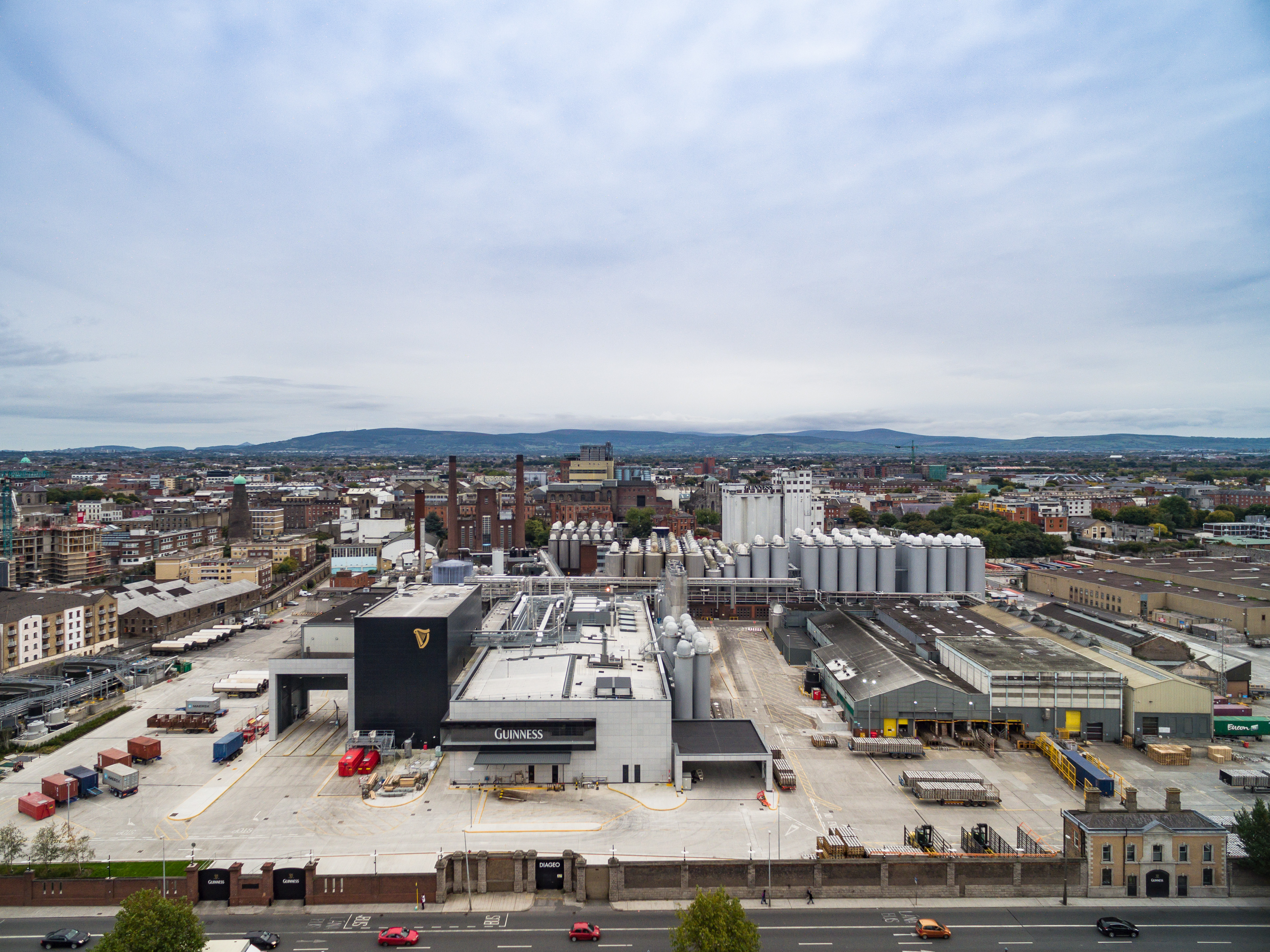
Guinness-Brauerei

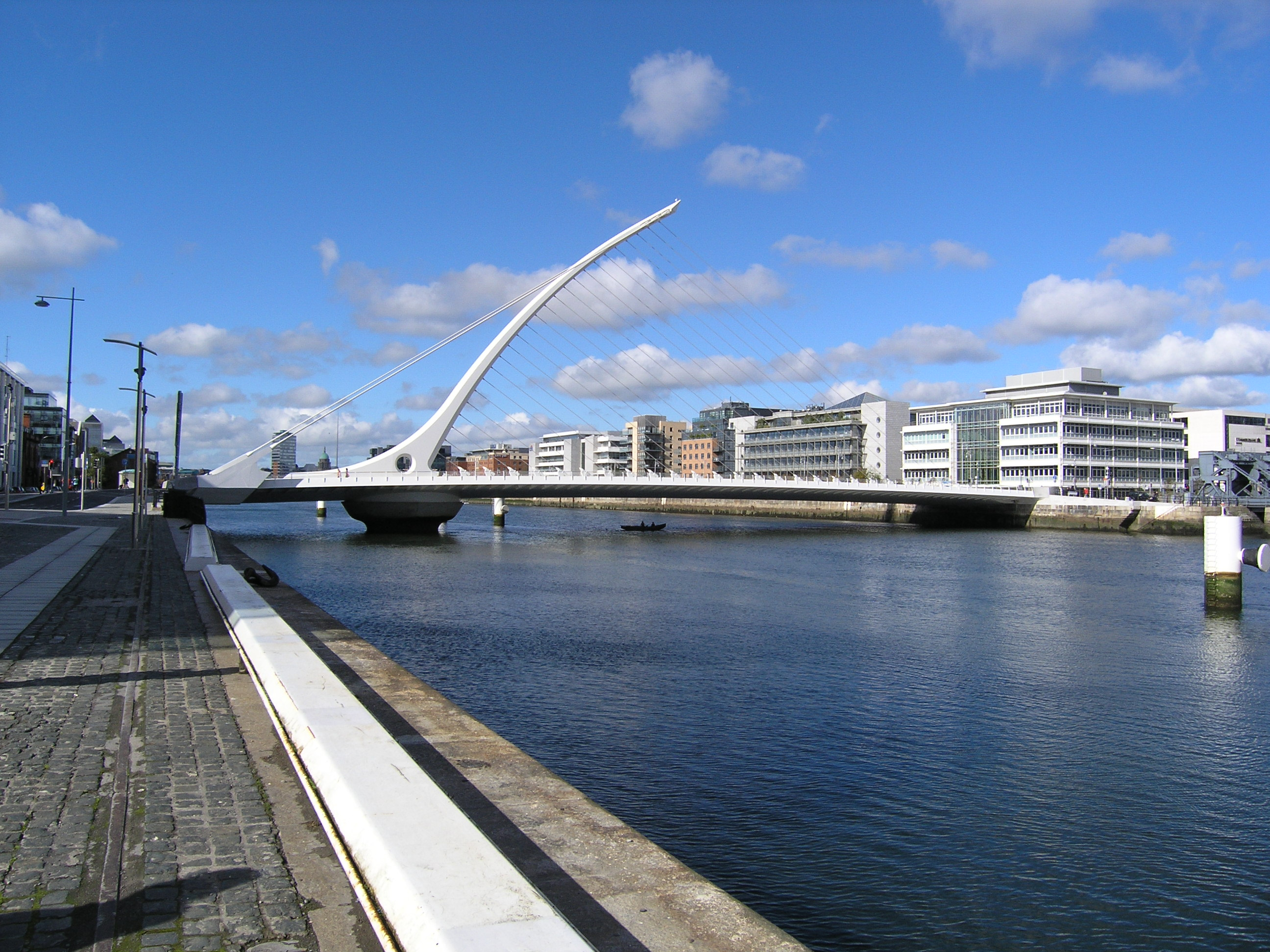
Samuel Beckett Bridge

Der Stadtteil Temple Bar ist Dublins Kulturviertel (vor allem für Touristen) mit einem munteren Nachtleben. Er liegt am Südufer des Flusses Liffey im Zentrum von Dublin. Im Gegensatz zu den umgebenden Stadtvierteln hat sich Temple Bar seine mittelalterlichen Straßenzüge mit vielen engen kopfsteingepflasterten Gassen erhalten. Temple Bar ist bekannt für seine Pubs und das Nachtleben mit Live-Musik.
Ein neues Wahrzeichen der Stadt ist der 2003 errichtete Spire des britischen Architekten Ian Ritchie nächst dem Hauptpostamt in der O’Connell Street, eine 123 Meter hohe Säule aus Edelstahl, die sich von einem Durchmesser von 3 Metern an der Basis bis auf 15 Zentimeter in der nachts beleuchteten Spitze verjüngt. Von den Dublinern wird der Spire gerne scherzhaft als „Der größte Zahnstocher der Welt“ bezeichnet.
In einer Rangliste der Städte nach ihrer Lebensqualität belegte Dublin im Jahre 2018 den 34. Platz unter 231 untersuchten Städten weltweit.

### Sehenswerte Bauten
- Georgianische Architektur / Georgianisches Dublin
- Trinity College Dublin
- Half Penny Bridge (1819)
- Seán O’Casey Bridge (2005)
- Samuel Beckett Bridge (2009),[16] entworfen vom spanischen Architekten Santiago Calatrava.
- James Joyce Bridge (2003)
- Custom House (1781/91)
- City Hall: Dubliner Rathaus (1769/79), Dame Street
- Sunlight Chambers (1902), benannt nach einer bekannten Seifenmarke
- The Spire, O’Connell Street
- General Post Office, O’Connell Street
- Leinster House: heute Sitz des irischen Parlamentes
- Government Buildings: prächtiger Kuppelbau und Sitz des Ministeriums des Premierministers und des Finanzministeriums.
- Irische Nationalbibliothek, Kildare Street
- Dublin Castle, Cork Hill
- Four Courts: das wichtigste Gerichtsgebäude Irlands
- Irish Parliament House: Heute befindet sich dort eine Filiale der Bank of Ireland, College Green.
- Dublin City Library and Archive

### Denkmäler
- Molly Malone

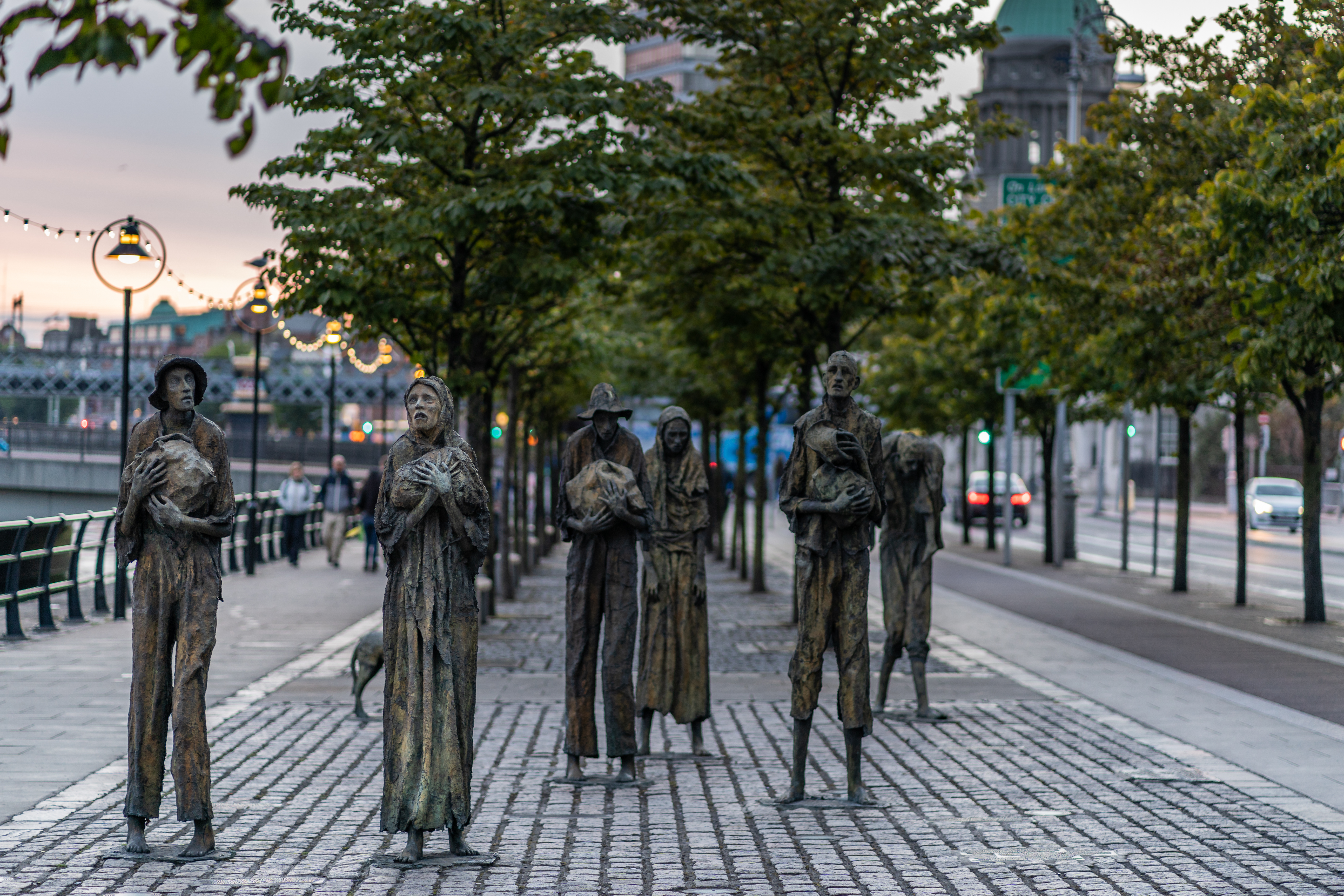
Famine-Denkmal

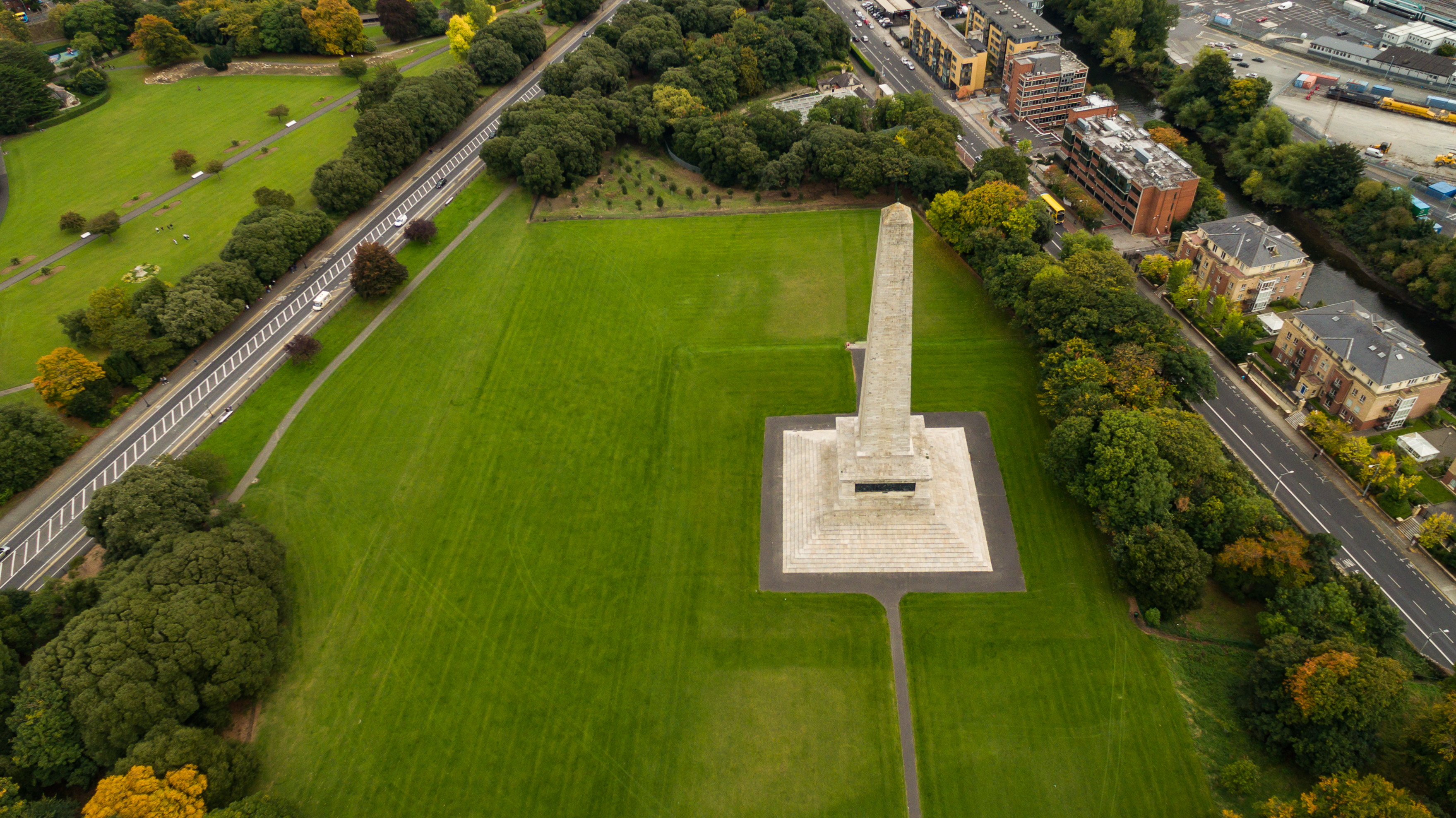
Wellington-Denkmal im Phoenix Park in Dublin

- Die Statue von Daniel O’Connell – die treibende Kraft in Irlands Politik von den späten 1820er Jahren bis zu seinem Tod 1847. Heutiger Namensgeber der Straße. Erbaut von 1864 bis 1883 von John Foley
- Die Statue von James Larkin – dem Anführer des Dubliner Generalstreiks von 1913
- Die Statue von Father Theobald Mathew (1790–1856), einem Vorkämpfer der Bewegung für Alkoholabstinenz
- Die Statue von Charles Stewart Parnell, einem politischen Führer in Irland des späten 19. Jahrhunderts
- Denkmäler für die Opfer der Großen Hungersnot (Famine):
  - von Edward Delaney R.H.A. im St. Stephen’s Green in Dublin
  - von Rowan Gillespie gegenüber dem International Financial Services Centre
- Die Statue des irisch-argentinischen Admirals William Brown, „Vater“ der Argentinischen Kriegsmarine.
- Die Statue des irischen Sängers/Musikers und Frontmanns der Band Thin Lizzy Phil Lynott
- Das Denkmal für die Special Olympics World Summer Games 2003 des irischen Künstlers John Behan in den Dubhlinns Gardens
- Die Statue von James Connolly – antreibende, sozialistische Kraft im Osteraufstand von 1916
- Die Statue von Oscar Wilde – einer der bekanntesten und gleichzeitig umstrittensten Schriftsteller im viktorianischen Großbritannien.

### Kirchen

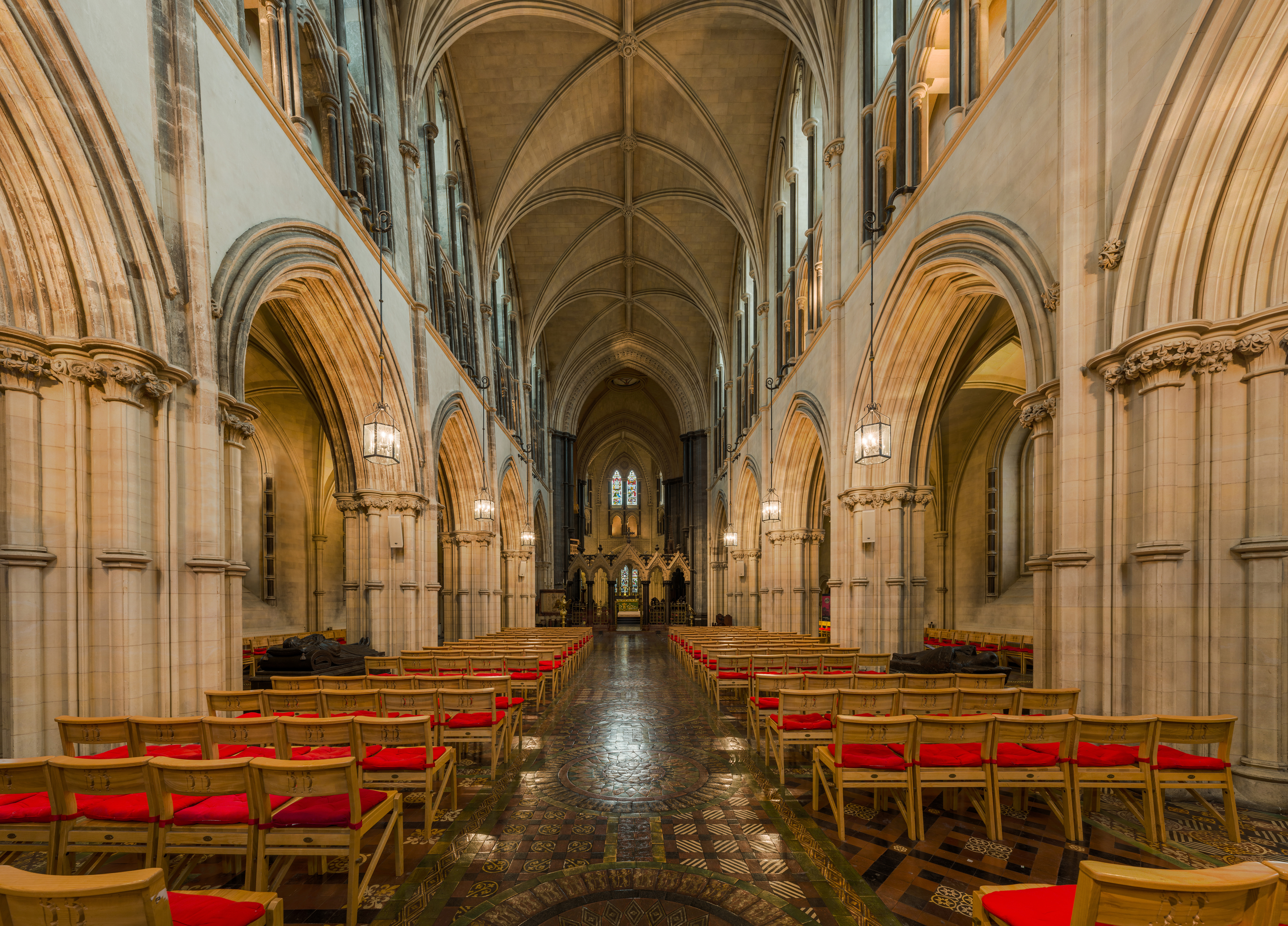
Christ Church Cathedral

Obwohl die meisten Iren Katholiken sind (84,2 %), gehören die beiden bekanntesten Dubliner Kirchen zur anglikanischen Church of Ireland.
- Saint Patrick’s Cathedral (anglikanisch)
- Christ Church Cathedral (anglikanisch)

Eine weitere bekannte Kirche der Church of Ireland ist St. Michan’s Church, die durch ihre Mumien bekannt wurde.
Die Katholiken besitzen nur eine Pro-Kathedrale, die St Mary’s Pro-Cathedral, Bischofskirche der Erzdiözese Dublin. Eine weitere größere katholische Kirche ist die John’s Lane Church. Die markante neugotische St Stephen’s Green Church am Park St. Stephen’s Green gehört einer unitarischen Gemeinde.

### Friedhöfe
- Glasnevin Cemetery, in Glasnevin, einem nördlichen Stadtteil, ist der größte Friedhof Irlands.
- Mount Jerome Cemetery liegt in Harold’s Cross, einem südlichen Stadtteil.

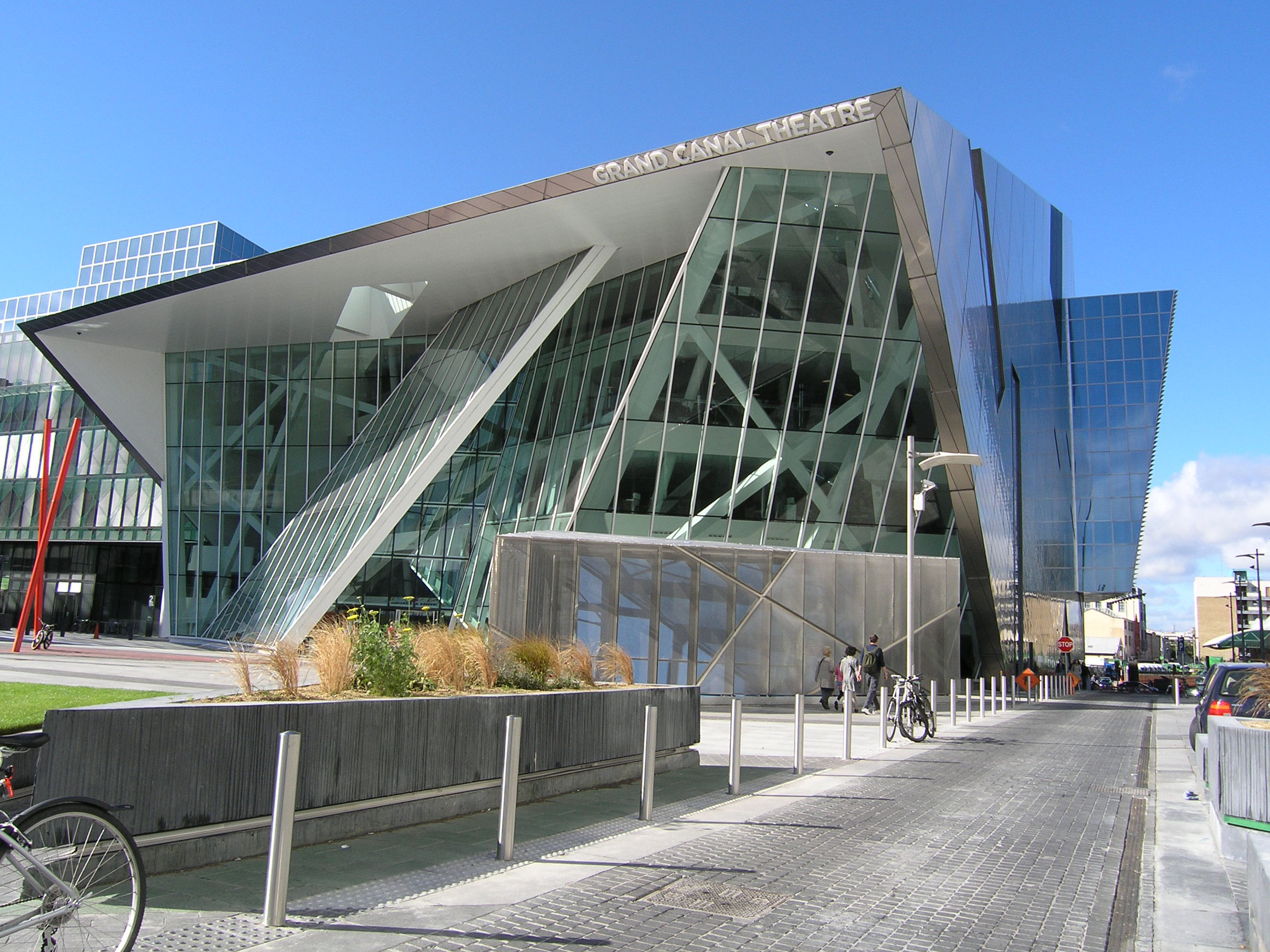
Grand Canal Theatre, Daniel Libeskind, Dublin

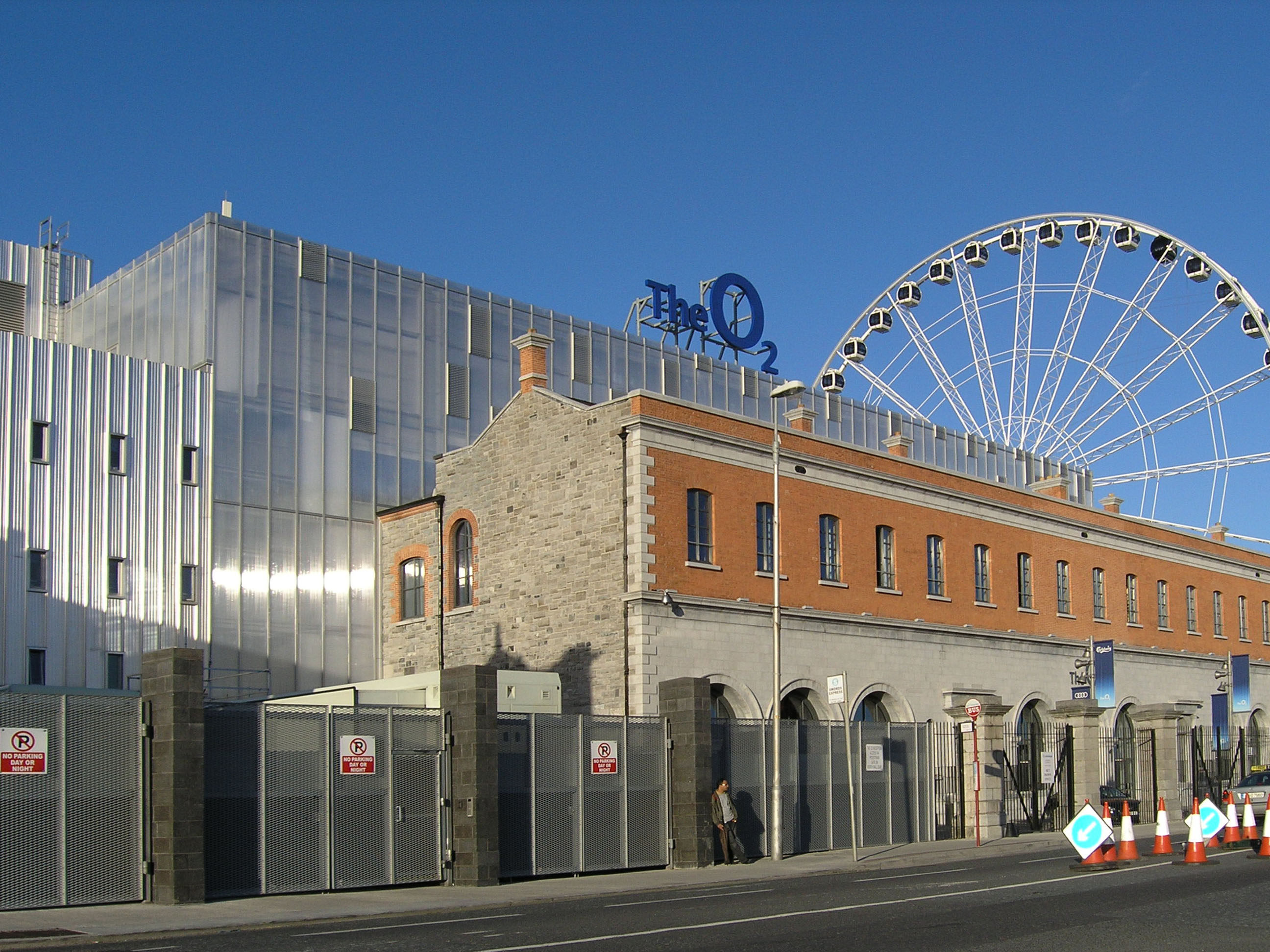
The O2, Dublin

### Musik
In Dublin ist irische Folkmusik (genauso wie im Rest von Irland) sehr erfolgreich. In vielen Pubs spielen mehr oder weniger regelmäßig Folklore-Gruppen. Moderne Musik ist aber vor allem bei der jüngeren Bevölkerung noch beliebter.
- National Concert Hall
- O’Donoghue’s Pub
- 3Arena

### Theater
- Grand Canal Theatre
- Abbey Theatre
- Gate-Theater
- Gaeity Theatre

### Museen und Ausstellungen
- National Museum
- National Gallery of Ireland
- Irish Museum of Modern Art
- Hugh Lane Gallery
- Kilmainham Gaol: das alte Gefängnis erinnert an die Geschichte der irischen Unabhängigkeit
- Book of Kells in der Bibliothek des Trinity College
- National Wax Museum: Wachsfigurenkabinett
- Number 29: Ein Haus, an dessen Beispiel die Energiewerke von Dublin das Leben vor ca. 200 Jahren zeigten (mittlerweile dauerhaft geschlossen)
- Guinness Storehouse
- The Old Jameson Distillery
- Dublinia
- Chester Beatty Library
- Dublin Writers Museum
- EPIC The Irish Emigration Museum
- Irish Whiskey Museum[18]
- Little Museum of Dublin[19]
- Museum of Literature Ireland (MoLi)

### Parks und Grünanlagen

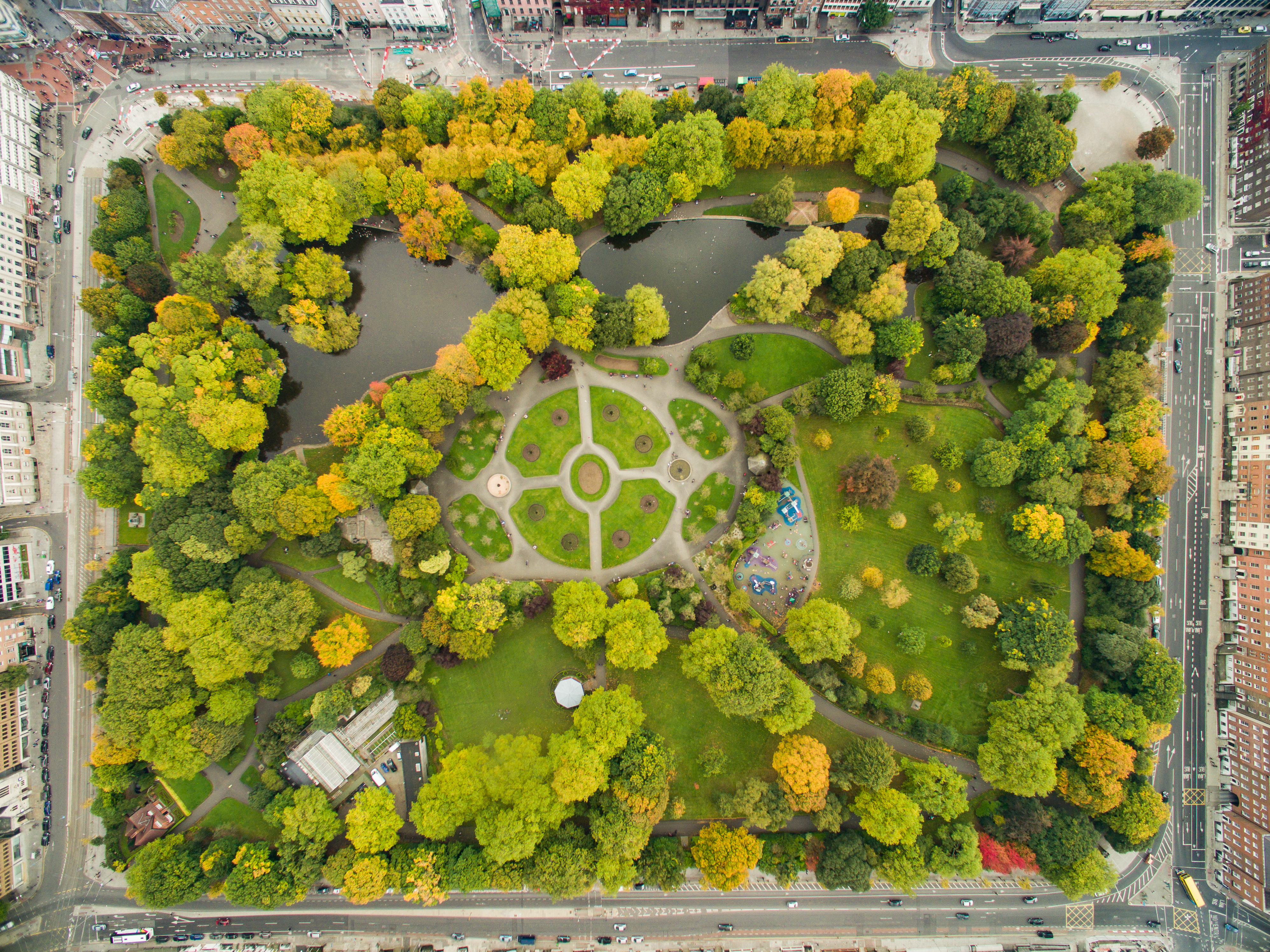
St. Stephen’s Green Park

- National Botanic Gardens of Ireland (Botanischer Garten)
- St. Stephen’s Green; die angrenzende Grafton Street ist die bekannteste Einkaufsstraße der Stadt
- Archbishop Ryan Park
- Iveagh Gardens
- Blessington Street Basin
- Phoenix Park ist der größte Park der Stadt, hier leben viele wilde Tiere. Im Phoenix Park befinden sich der Wohnsitz des irischen Präsidenten und des amerikanischen Botschafters.
- Zoo Dublin liegt im Phoenix Park und ist der größte Zoo Irlands
- Spazierwege entlang des Grand Canals und des Royal Canals

### Dublin in der Literatur
Dublin ist der literarische Schauplatz des Romanklassikers Ulysses, in dem James Joyce die Irrgänge des Leopold Bloom durch die Stadt an einem einzigen Tag darstellt und dabei ein Porträt der Stadt entwirft. Dem Roman zu Ehren wird jährlich am 16. Juni der Bloomsday gefeiert. Auch Joyce’ Kurzgeschichten aus der Sammlung Dubliner spielen in der irischen Hauptstadt, ebenso wie die Rahmenhandlung des postmodernen Romans Auf Schwimmen-zwei-Vögel von Flann O’Brien.

### Umgebung von Dublin

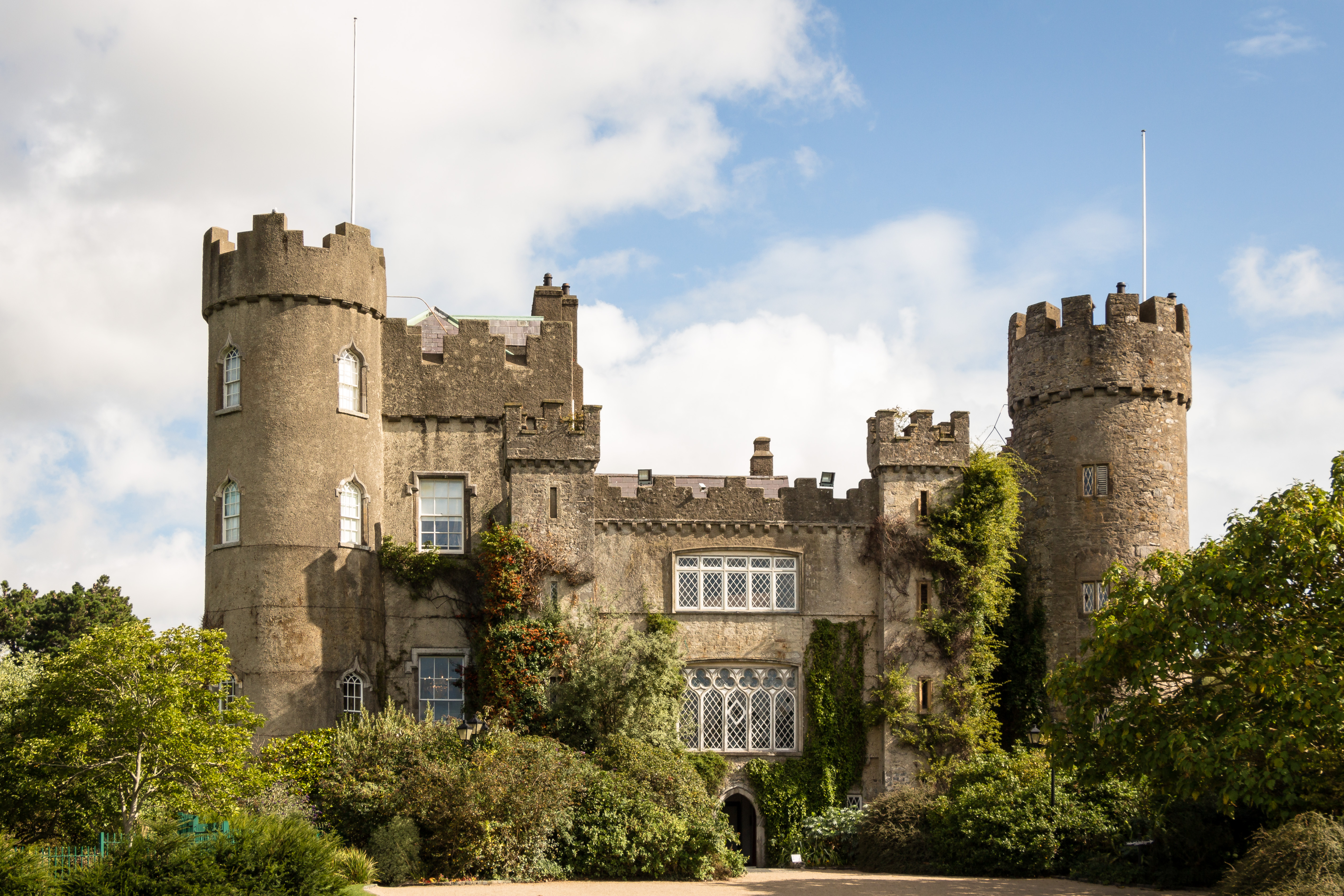
Schloss Malahide

- Bray: Strandort südlich von Dublin.
- Die Passage tomb von Fourknocks.
- Klosterruinen von Glendalough: Der Heilige Kevin gründete im 6. Jahrhundert dieses Kloster. Er ist der Stadtpatron von Dublin.
- Hill of Slane: Der Heilige Patrick entzündete im Jahre 433 dort das erste Osterfeuer von Irland.
- Hill of Tara: frühgeschichtliche Monumente und Gräber.
- Irish National Stud: das irische Nationalgestüt mit angeschlossenen japanischen Gärten.
- Killiney Hill: Hügel und südliche Grenze der Bucht von Dublin mit Aussicht über Dublin in den Nordwesten, Wales im Osten und Bray im Südosten. Auf der Spitze des Hügels befindet sich ein Obelisk.
- Seebad und Schloss Malahide: nördlich von Dublin.
- Mellifont Abbey: Klosterruinen von 1142.
- Monasterboice: Rundturm und drei Sandstein-Hochkreuze aus dem 9. Jahrhundert.
- Hügelgräber von Newgrange und Knowth.
- Portmarnock: Strand und Golfplatz.
- Powerscourt Gardens: georgianisches Herrenhaus mit bemerkenswerter Gartenanlage, darin der Powerscourt Waterfall, größter Wasserfall Irlands, südlich von Dublin.
- Russborough House: im County Wicklow gelegenes Herrenhaus aus dem 18. Jahrhundert mit historischem Interieur und moderner Ausstellung.
- Fischerdorf und Halbinsel von Howth.
- Wicklow Mountains: der gebirgige Garten Irlands, südlich von Dublin.
- Williamstown Castle.

### Sport

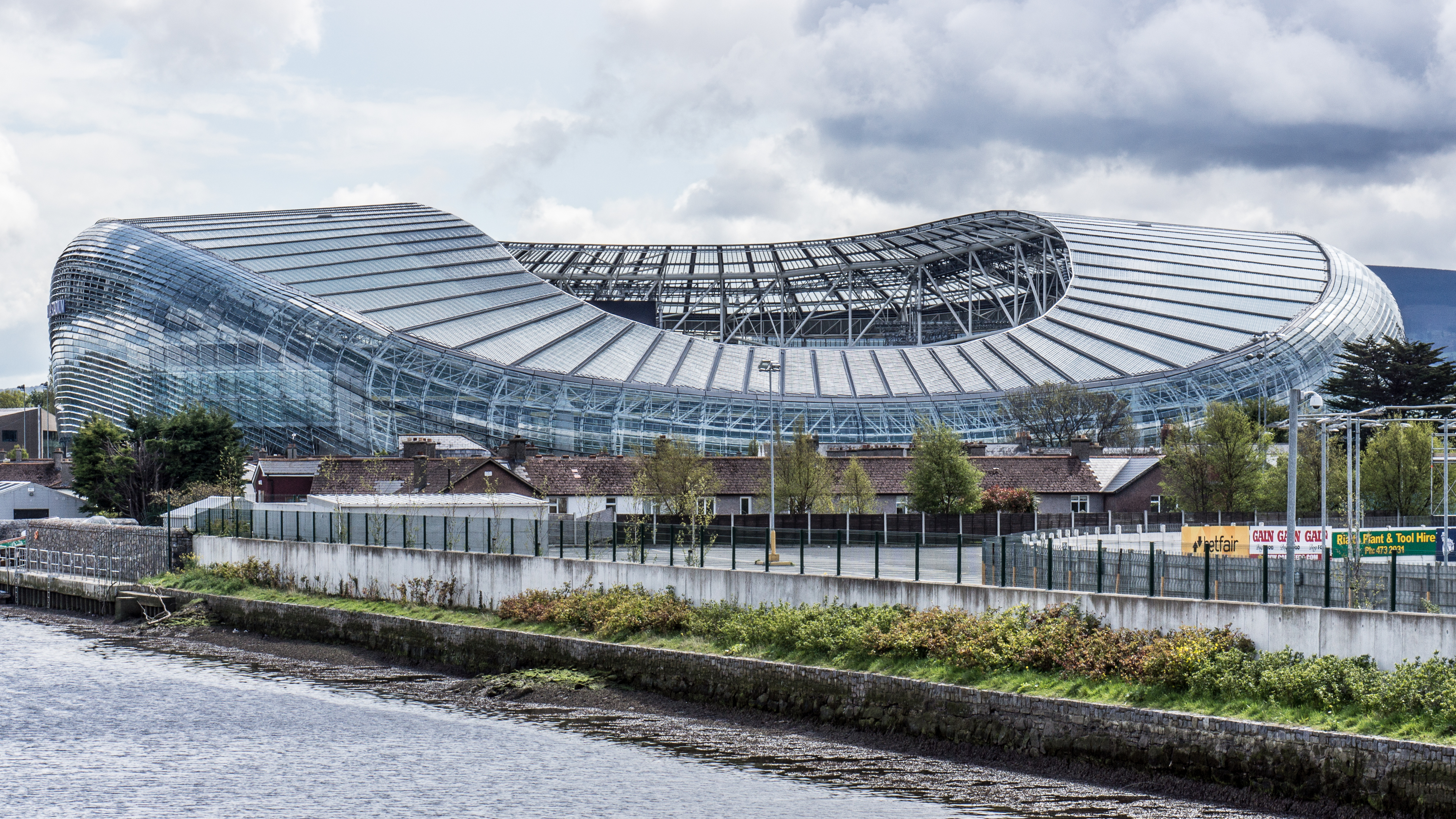
Aviva Stadium

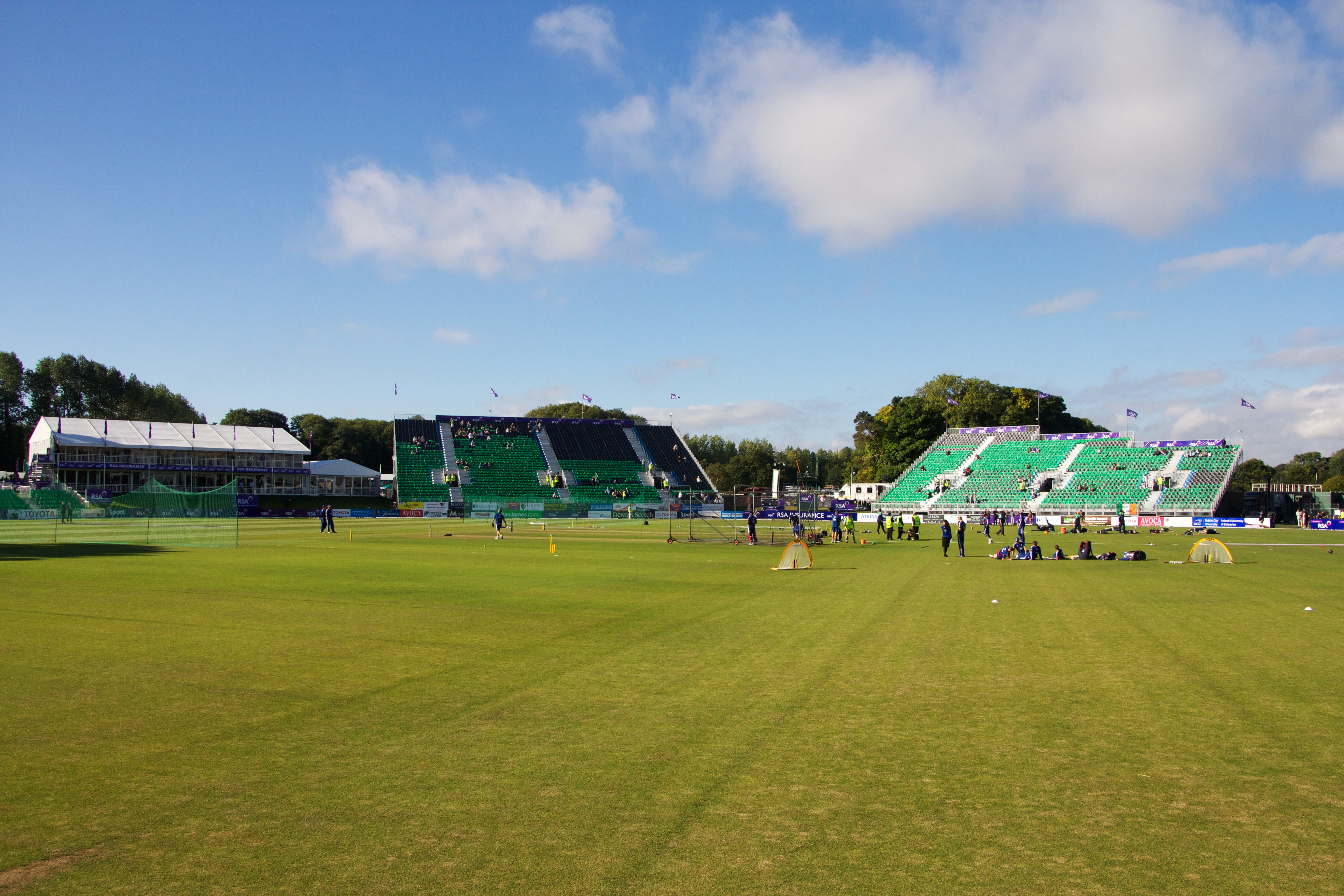
Der Malahide Cricket Club Ground ist Irlands einziges Test-Cricket-Stadion

Dublin war unter anderem einer der Austragungsorte bei der Rugby-Union-Weltmeisterschaft 1991, dem Cricket World Cup 1999, der Rugby-Union-Weltmeisterschaft 1999 und der Frauen-Rugby-Union-Weltmeisterschaft 2017.
Die Zentralen von nahezu allen irischen Sportorganisationen befinden sich in Dublin. Der 82.500 Zuschauer fassende Croke Park im Stadtteil Drumcondra ist die Heimat der Gaelic Athletic Association (GAA). Dort finden in den Sommermonaten Gaelic-Football- und Hurling-Spiele statt.
In Dublin befinden sich mit Malahide Cricket Club Ground ein Test-Cricket-Stadion. Am 11.–15. Mai 2018 bestritt hier Irland sein erstes Test Match gegen Pakistan. Ein anderes bekanntes Cricketstadion Dublins ist Castle Avenue, wo beim Cricket World Cup 1999 eine Partie stattfand.
Die Irische Rugby-Union-Nationalmannschaft bestreitet während den jährlichen Six Nations ihre Heimspiele im Aviva Stadium, das sich im Besitz der Irish Rugby Football Union befindet. Die örtliche Rugbymannschaft Leinster Rugby bestreiten hier ihre Heimspiele während der Pro14. Das Aviva Stadium ersetzte 2010 die frühere Lansdowne Road, das 49.250 Zuschauer fasste. Neben Rugbyspielen fanden dort auch die Heimspiele der irischen Fußballnationalmannschaft statt. Der Dalymount Park im Stadtteil Phibsboro war die traditionelle Heimspielstätte des irischen Fußballs. Heute spielt dort der Fußballklub Bohemians Dublin. Ihr Rivale, der Shelbourne FC, spielt im nahegelegenen Tolka Park, während St Patrick’s Athletic im Richmond Park im Stadtteil Inchicore am Südwestrand der Innenstadt beheimatet ist. Die Shamrock Rovers sind ursprünglich aus Milltown, aber spielen nun nach zwei Jahrzehnten auf der Suche nach einer neuen Heimat im Stadtteil Tallaght.
Im Stadtteil Blanchardstown befindet sich das nationale Schwimmzentrum. Über die Stadt verteilt befinden sich mehrere Rennbahnen. Im Shelbourne Park finden Windhundrennen statt, und in Leopardstown befindet sich eine Pferderennbahn, auf der die Crosslauf-Weltmeisterschaften 2002 ausgerichtet wurden. Weltbekannt ist die Dublin Horse Show in der RDS Arena in Ballsbridge. Dort fanden im Jahr 1982 die Weltmeisterschaften im Springreiten statt. Außerdem gibt es in Dublin größere Sportstätten für Basketball, Handball und Hockey. Das bedeutendste Leichtathletikstadion ist das Morton Stadium in Santry.
Der Dublin-Marathon, einer der größten Marathonläufe Europas, fand bis 2016 jährlich am Autumn Bank Holiday, dem letzten Montag im Oktober, statt, seit 2017 am letzten Sonntag im Oktober. Die zweite bedeutende Laufsportveranstaltung Irlands, der Great Ireland Run über 10 km, findet ebenfalls in Dublin statt.

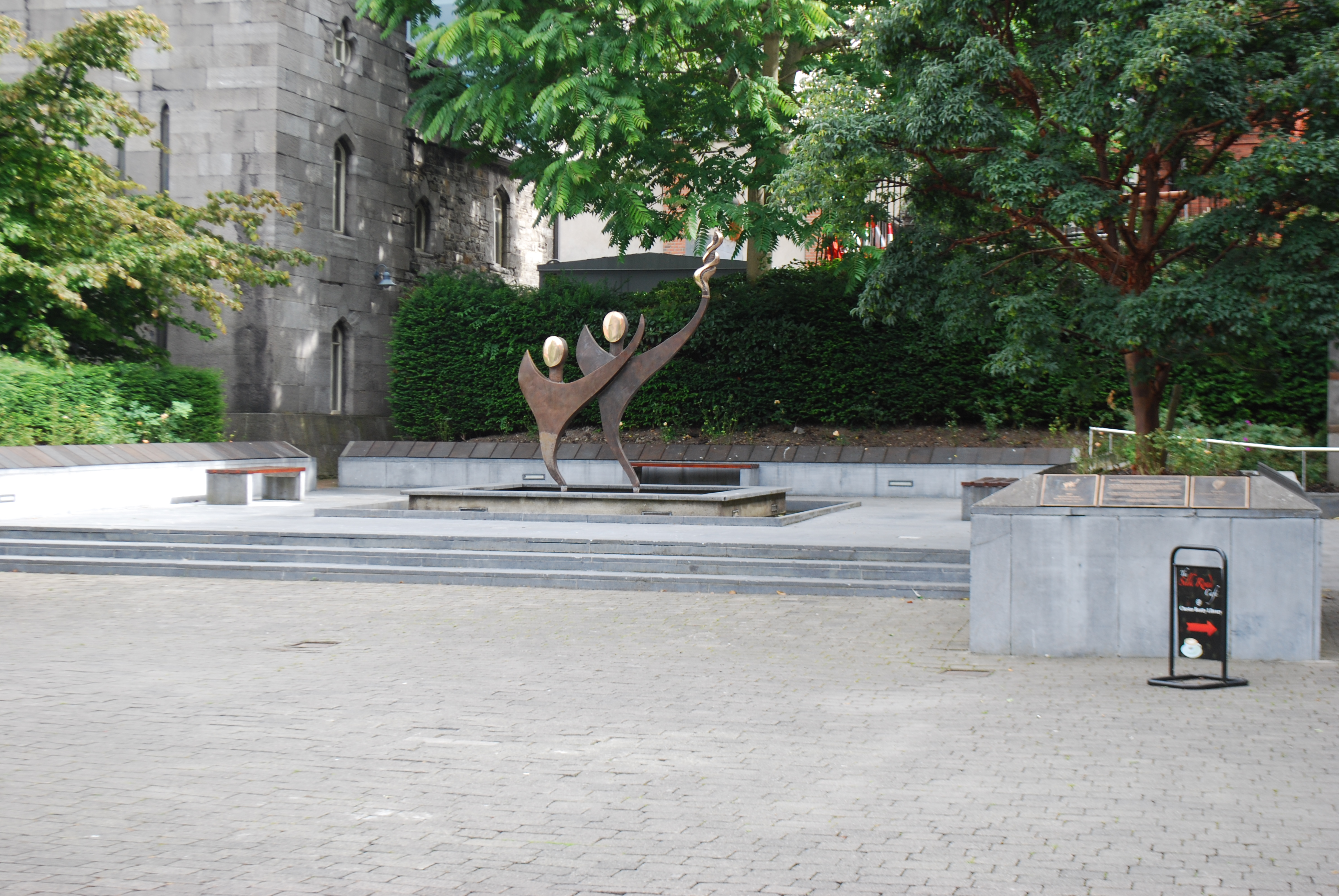
Skulptur von John Behan zur Erinnerung an die Special Olympics World Summer Games 2003

Die 11. Special Olympics World Summer Games fanden vom 21. bis 29. Juni 2003 in Dublin und Belfast, Nordirland, statt. Es waren die ersten Special Olympics World Summer Games, die außerhalb der USA veranstaltet wurden. Zu den Spielen reisten etwa 7.000 Athleten aus 160 Ländern (nach einer anderen Quelle: 166 Ländern) an, dazu 2.000 Trainer und 28.000 Familienangehörige. Vor Ort sorgten 30.000 Freiwillige für das Gelingen der Veranstaltung. Sie war die weltweit größte im Jahr 2003 und das größte Sport- oder Kulturereignis, das je in Irland stattfand. Zu den Spielen kamen 500.000 Besucher. Der irische Bildhauer John Behan entwarf für die Spiele eine Skulptur. Sie besteht aus zwei stilisierten Personen mit der olympischen Flamme, dem Logo der Special Olympics World Summer Games 2003. Um die Skulptur herum befinden sich 137 Bronzetafeln mit den Namen der 7.000 Athleten. Die Einweihung fand am 8. Dezember 2003 statt. Das Kunstwerk steht in den Dubhlinn Gardens.
Im The Helix wurden als wichtiges Ranglistenturnier im Snooker im Jahr 2011 die Players Tour Championship Grand Finals ausgetragen.